# Ангкор-Ват
Ангко́р-Ват (кхмер. អង្គរវត្ត [ʔɑŋkɔːvoat], от искажённого кхмерского «нокор ват»; также Ангко́рвоат или Ангко́р Ват, прибл. перевод — «столичный храм»; возможно, первоначальным названием была «Врах Вишну-лока», то есть «обитель Вишну») — храмовый комплекс в честь бога Вишну, построенный королём Сурьяварманом II в первой половине XII века в области Ангкор, провинции Сиемреап на севере Камбоджи, в окрестностях Великого озера, где в XI—XIV веках находился район столиц Ангкорской империи и резиденций древних кхмерских царей. В эпоху Ангкор-Ват столицей древних кхмеров была Яшодхарапура.
Ангкор-Ват задумывался как земное воплощение небесной обители Вишну. Его символами являются пять башен из песчаника, возвышающиеся над храмовыми стенами. Башни олицетворяют пики горы Меру — центра Вселенной. Храмовый комплекс окружён широким прямоугольным прудом, символизирующим молочный океан, из которого возник эликсир бессмертия амрита.
Ангкор-Ват строился как храм-гора (пранг) — характерный для Камбоджи тип культового сооружения. Он представляет собой трёхъярусную усечённую пирамиду с башнями на вершине, чья общая высота достигает 65 м. Храм окружён прямоугольной стеной и искусственным прудом 1,5×1,3 км. Единственный вход расположен с западной стороны. Дорога от входной башни до храма обрамлена парапетами, украшенными скульптурами семиглавых змей-нагов. Ангкор-Ват является ярким примером органичного сочетания архитектуры и скульптурной пластики. Барельефы в его оформлении играют важную архитектоническую роль. Особенно примечательны барельефы, размещённые на трёх ярусах окружных галерей храма. Они отражают сюжеты из индуистской мифологии, эпосов «Рамаяна» и «Махабхарата», а также из кхмерской истории. Известность получили восемь гигантских панно первого яруса со сложными многофигурными композициями, — «Пахтанье Молочного океана», «Битва на Курукшетре» и др., — занимающие площадь 1200 м2, а также около 2 тысяч фигур небесных дев — апсар на стенах второго яруса.
Радиоуглеродный анализ остатков древесного угля, служившего топливом для домашних очагов, свидетельствует о том, что массовое заселение территории вокруг Ангкор-Вата произошло в XI веке. Строительство Ангкор-Вата началось в XII веке и продолжалось несколько десятков лет. Постройка сопровождалась созданием сложной системы водных сооружений и каналов, служивших для аккумуляции, хранения и сбора воды в течение года. Считается, что большая часть населения покинула Ангкор-Ват в конце XIV века под влиянием изменения климата и деградации водной системы.
Наряду с афинским Парфеноном, могольским Тадж-Махалом и яванским Боробудуром Ангкор-Ват относится к самым грандиозным монументальным сооружениям на Земле. Знаменитый храмовый комплекс ежегодно посещают свыше 2 миллионов туристов. Ангкор-Ват олицетворяет цивилизацию кхмеров и его изображение помещено на гербе и национальном флаге Камбоджи, начиная с 1863 года. В составе ансамбля Ангкора Ангкор-Ват включён в список Всемирного наследия ЮНЕСКО.
В 1995 году камбоджийские власти создали APSARA Authority — государственное управление, ответственное за исследования, защиту и сохранение археологического парка Ангкор.
В 2014 году корпорация Google в рамках проекта Google Street View сделала более миллиона фотографий Ангкора. В результате создано 90 тысяч панорамных изображений свыше 100 храмов.

## Этимология

Ангкор-Ват является символом национальной гордости и изображается на флаге Камбоджи с 1863 года

Название «Ангкор» происходит от санскритского слова «нагара» (санскр. : नगर [nagara]), имеющего единственное значение — «город». По-кхмерски оно произносится как «ноко» (кхмер. : នគរ [nɔkɔɔ] — «империя, королевство, страна, город, город-государство»). Однако благодаря метатезе в разговорной речи оно превратилось в «онгкоа». Слово «онгкоа» созвучно с близким понятием урожая и буквально переводится как «сырой, обмолоченный рис» (кхмер. : អង្ករ [ʔɑŋkɑɑ]). Как фонетически, и в письменной речи его сложно отличить от имени собственного «Ангкор» или «Онгко» (кхмер. : អង្គរ [ʔɑŋkɔɔ] — «город», «столичный город», «Ангкор»).
«Ангкор» не является историческим названием региона, оно возникло позже, когда территория была покинута кхмерскими правителями и утратила роль столичного региона. Тем не менее в районе Ангкора проживали люди, поэтому Ангкор долгое время сохранял важное значение, что нашло отражение в топониме. С течением веков редуцированное простонародное «ноко» приобрело значение имени собственного, «Онгко», закрепившегося в названии ансамбля Ангкор (или Онгкор), города Ангкор-Тхом, а также храма Ангкор-Ват.
В кхмерском языке существуют различные понятия для обозначения города, главного города провинции или региона, мегаполиса, а также столичного города и даже королевства и демократического государства. В частности, имея в виду Пномпень кхмеры используют слово «тикронг» (кхмер. : ទីក្រុង; [tii kroŋ]), то есть «город, являющийся местом короля», его «престольный град». В отличие от исходного «ноко», слово «Онгко» имеет значение «столичный город», однако оно служит исключительно для именования древних кхмерских столиц. Таким образом, «Онгко» может быть не любая, а только одна из предыдущих столиц «Моханоко» (кхмер. : មហានគរ [mɔhaanɔkɔɔ]) — «Великого королевства», как называли в древности Камбоджу: Бапнома (Ангкор Борей), Ченлы или империи Камбуджадеша (Ангкор-Тхом).
Слово «Ват» восходит к палийскому выражению «ваттху-арама» (пали : वय्य्हु आराम — «место, где построен храм»), обозначавшему священную землю монастырской обители. Во многих странах Юго-Восточной Азии (Таиланд, Лаос, Камбоджа) оно имеет более широкое значение, относясь к любому буддистскому монастырю, храму или пагоде. В кхмерском языке «воат» (кхмер. : វត្ត [voat]) может означать и «храм», и «почитание, восхищение». По-кхмерски название храма произносится как «Онгковоат» (кхмер. : អង្គរវត្ត[ʔɑŋkɔɔ voat]). В подавляющем большинстве источников оно трактуется как «город-храм», «городской храм» или «столичный храм».

Известные макеты Ангкор-Вата
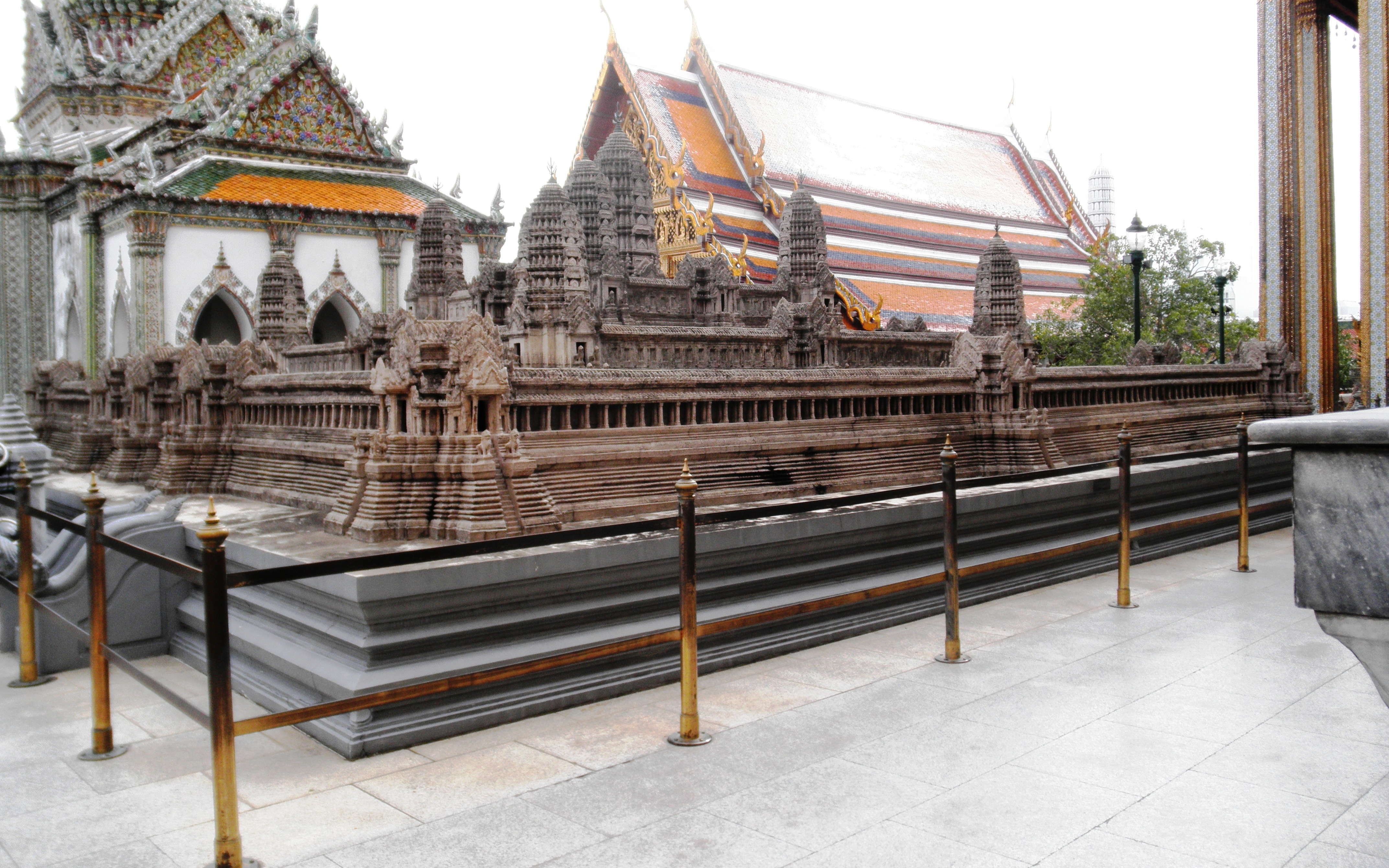
Макет Ангкор-Вата в Храме Изумрудного Будды (Бангкок, Таиланд)
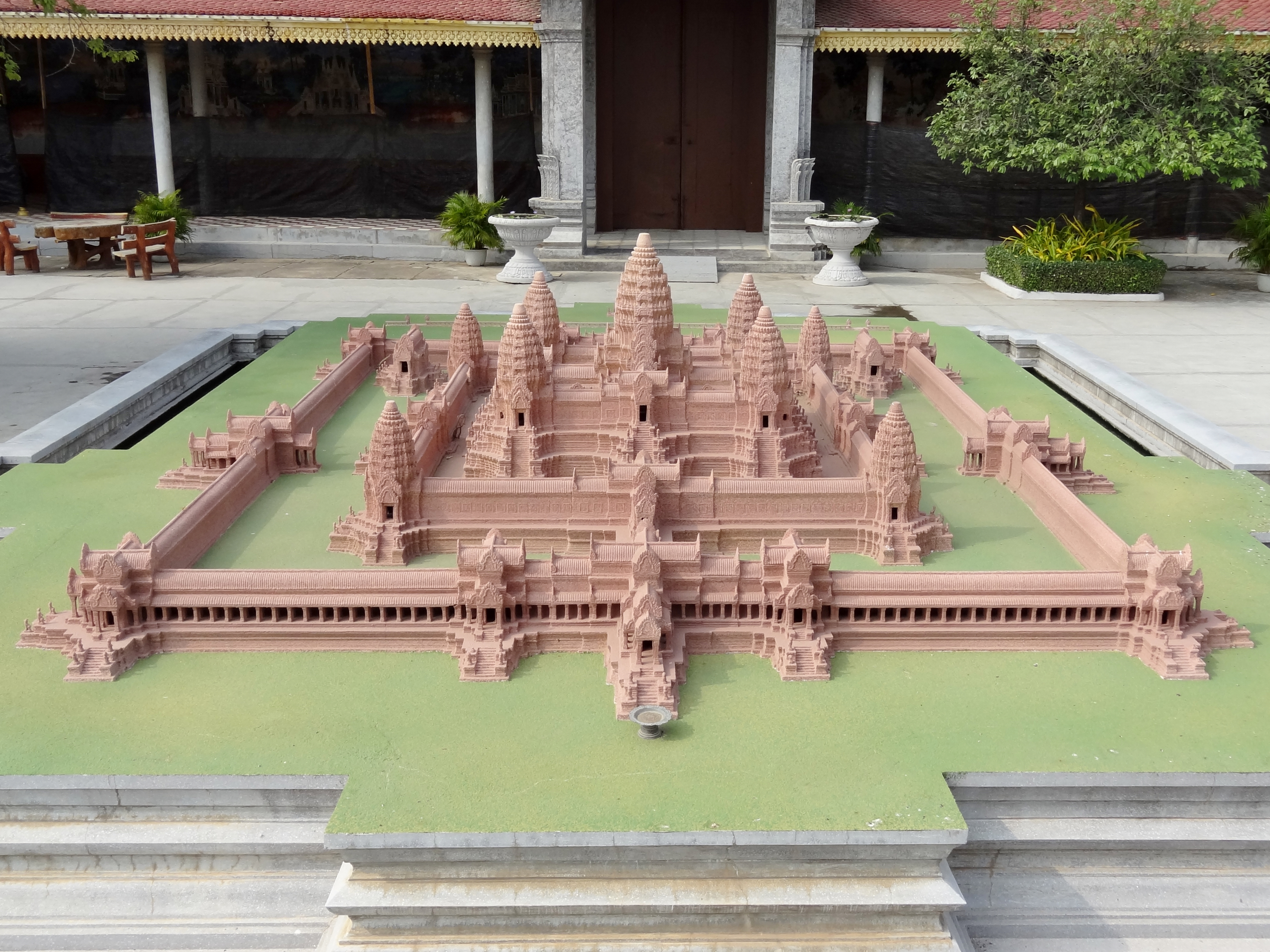
Макет Ангкор-Вата на территории Королевского дворца в Пномпене (Камбоджа)
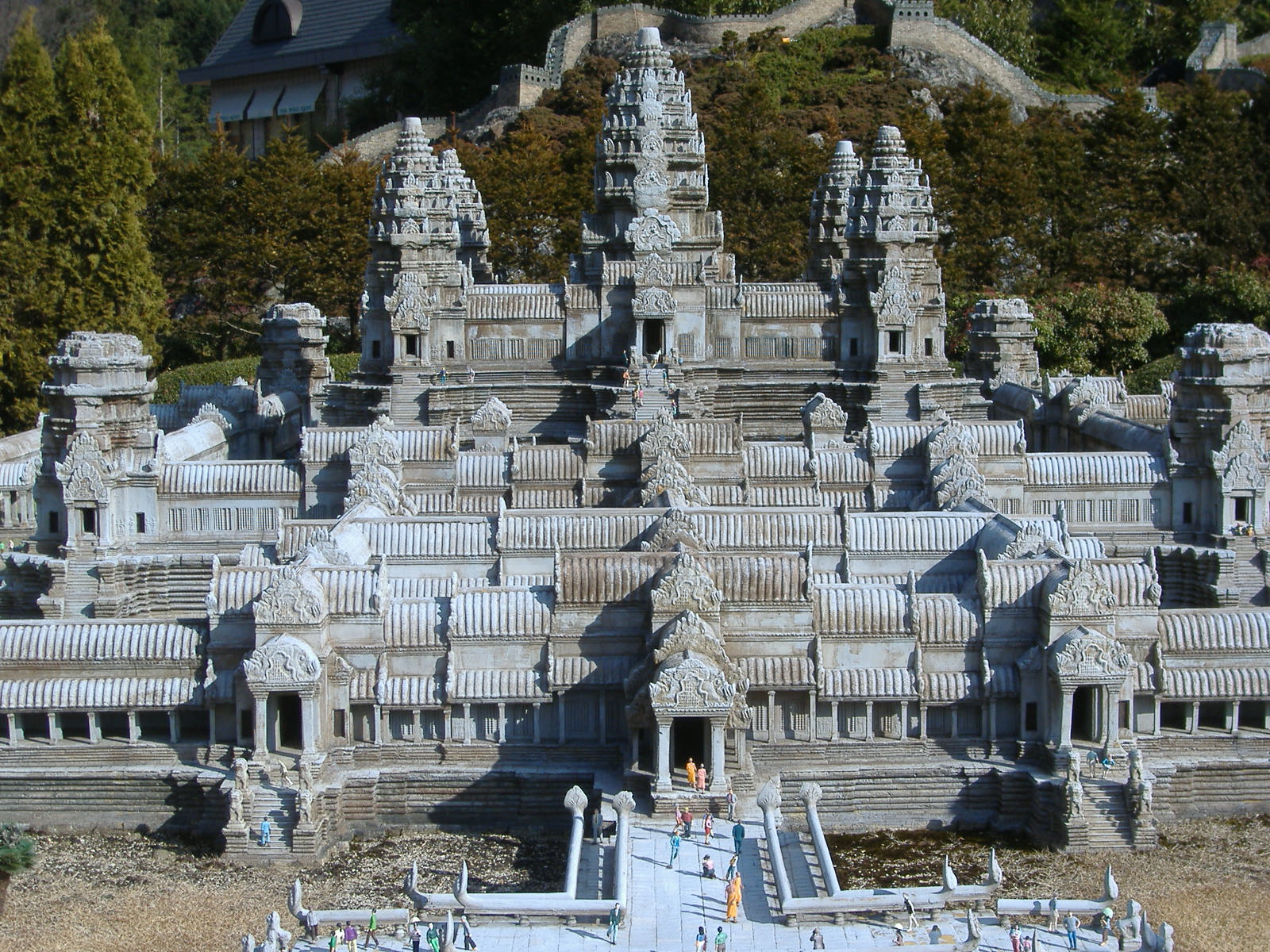
Макет Ангкор-Вата в парке миниатюр на курорте Кинугава-Онсэн (Никко, Япония)
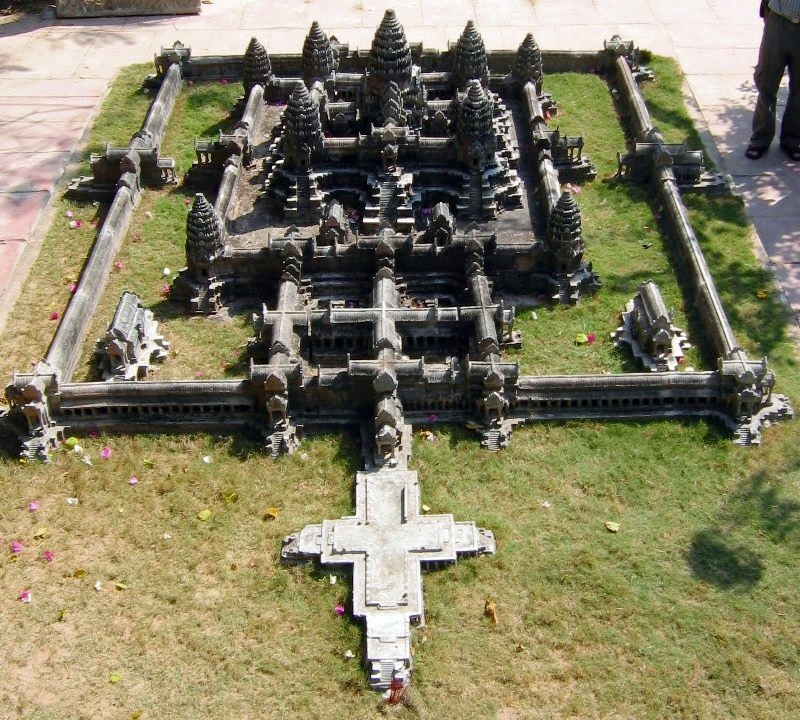
Модель Ангкор-Вата в Сиемреап (Камбоджа)

## Памятники региона Ангкор
Ангкором («Королевским [городом]») принято считать группу памятников, расположенных в районе средневековых кхмерских столиц периода Ангкорской империи. На его месте с IX века находилась столица кхмерского королевства. На пике своего могущества в XI—XII веках королевство включало территории Камбоджи, южного Вьетнама, южного Лаоса и части Таиланда. Ангкор находился в сердце огромного королевства, столицу связывала с мелкими городами-спутниками обширная дорожная сеть. Считается, что Ангкор основал король Джаяварман II в 802 году. Он провозгласил себя всеобщим правителем и объединил вокруг себя местных вождей. Об основании Ангкора Джаяварманом II известно по каменной надписи, сделанной спустя сотни лет после описанных событий. Вполне возможно, что ранние храмы на территории Ангкора были построены задолго до него.
К памятникам Ангкора относят Махендрапарвата, Яшодхарапура и Ангкор-Тхом. Ангкорские памятники представляют различные религиозные традиции и архитектурные стили. Ранний ангкорский стиль представлен шиваитскими храмами-прасатами на горе Пном-Кулен, центральным храмом дева-раджи на горе Пном-Бакхенг, королевским храмом-усыпальницей Пре-Руп («Перевёрнутое тело»), королевской часовней Пхимеанакас («Воздушный дворец»), а также недостроенный храмом Та-Кео («Каменная масса»). К классическому ангкорскому стилю специалисты также относят буддийские комплексы Прах-Кхан («Священный меч»), Неак-Пеам («Свернувшиеся наги»), Аллею Гигантов, центральный храм Бодхисатвы раджи Байон, шиваитский храм Бапхуон («Медная башня») и, наконец, вайшнавский храм Ангкор-Ват («Королевский храм»).
Памятники Ангкора располагаются в плодородной равнине к северо-востоку от Тонлесапа («Великого озера») и недалеко от современного города Сиемреап. На равнине были заложены почти все столичные города, основанные правителями королевства древних кхмеров с конца IX до середины XV века. Каждый правитель строил в Ангкоре свой столичный королевский храм, как правило, имевший форму ступенчатой пирамиды. В соответствии с заповедями индуистской и буддийской космологии она олицетворяла гору Меру — центр Вселенной и обитель богов. Королевские храмы окружали рядом концентрических строений, — стенами, каналами, рвами и насыпями, — построенных в соответствии с теми же космологическими принципами. Внутри концентрических строений располагались главные здания древних городов, в том числе королевский дворец и храмы, построенные на средства короля, членов королевской семьи или высших сановников. Все внутренние постройки, — кроме религиозных памятников, — были созданы из недолговечного дерева, а потому не сохранились. Крайне важной составной частью столичных городов были водные сооружения: водохранилища (по-кхмерски «барай»), каналы, дамбы и пруды, которые также строились по космологическим принципам.
Ангкор-Ват расположен в двух километрах к югу от древнего города Ангкор-Тхом и в пяти километрах от современного города Сиемреап. Ангкор-Ват является крупнейшим храмовым комплексом не только на территории Камбоджи, но и в мире. Грандиозный ансамбль каменных зданий, эспланад, дворов, площадей и каналов занимает территорию около 200 гектаров. Комплекс воздвигнут в период наивысшего территориально-политического господства Ангкорской империи и знаменует завершение расцвета кхмерской классической архитектуры. По местному преданию, ансамбль Ангкора был заложен по воле бога Индры, который желал воздвигнуть небесный дворец для принца Кет Меалеа.
По кхмерской мифологии Кет Меалеа (Прах Кет Меалиа) был сыном правителя Индрапасты. Он обладал изумительной красотой и духовными совершенствами. Сам бог Энтреа (Индра) спустился к нему на Землю и забрал к себе на небо. Однако небесные существа не могли переносить запах человека. Тогда Индра повелел божественному архитектору Пуснуке воздвигнуть на земле дворец, аналогичный небесному дворцу Индры. Бык Нандин, ездовое животное Шивы, указал на холме Бакхенг место для строительства — так были заложены первые священные строения Ангкора.
Храмовый комплекс Ангкор-Ват воздвигнут в годы правления Сурьявармана II (1113—1152) и посвящён богу Вишну. Кхмерские легенды гласят, что ради создания «небесного дворца на земле» сын Сурьявармана II отказался от наследования престола, за что получил прозвище «Каменщик». Ангкор-Ват сохранился намного лучше многих памятников своей эпохи благодаря географической удалённости и окружавшим его искусственным каналам. Архитектура, планировка, скульптурные композиции и барельефы Ангкор-Ват представляют собой неразрывную ткань памятника средневекового храмового искусства. Работая над барельефами, учёные обнаружили несколько нетипичных для классического ангкорского стиля изображений Шивы и брахманов с клинообразными бородками. Сравнение с изображениями даосских бессмертных минского периода позволило обнаружить, что участие в создании Ангкор-Ват принимали китайские мастера резьбы по камню. Гипотеза китайского участия подтверждается свидетельством современника Чжоу Дагуаня, посещавшего Ангкор-Тхом в 1297 году. В эпоху Сун и Юань Камбуджадеша считалась благодатным краем, куда китайские мастера переезжали работать.

Аэрофотосъёмка Ангкор-Вата 2007 года
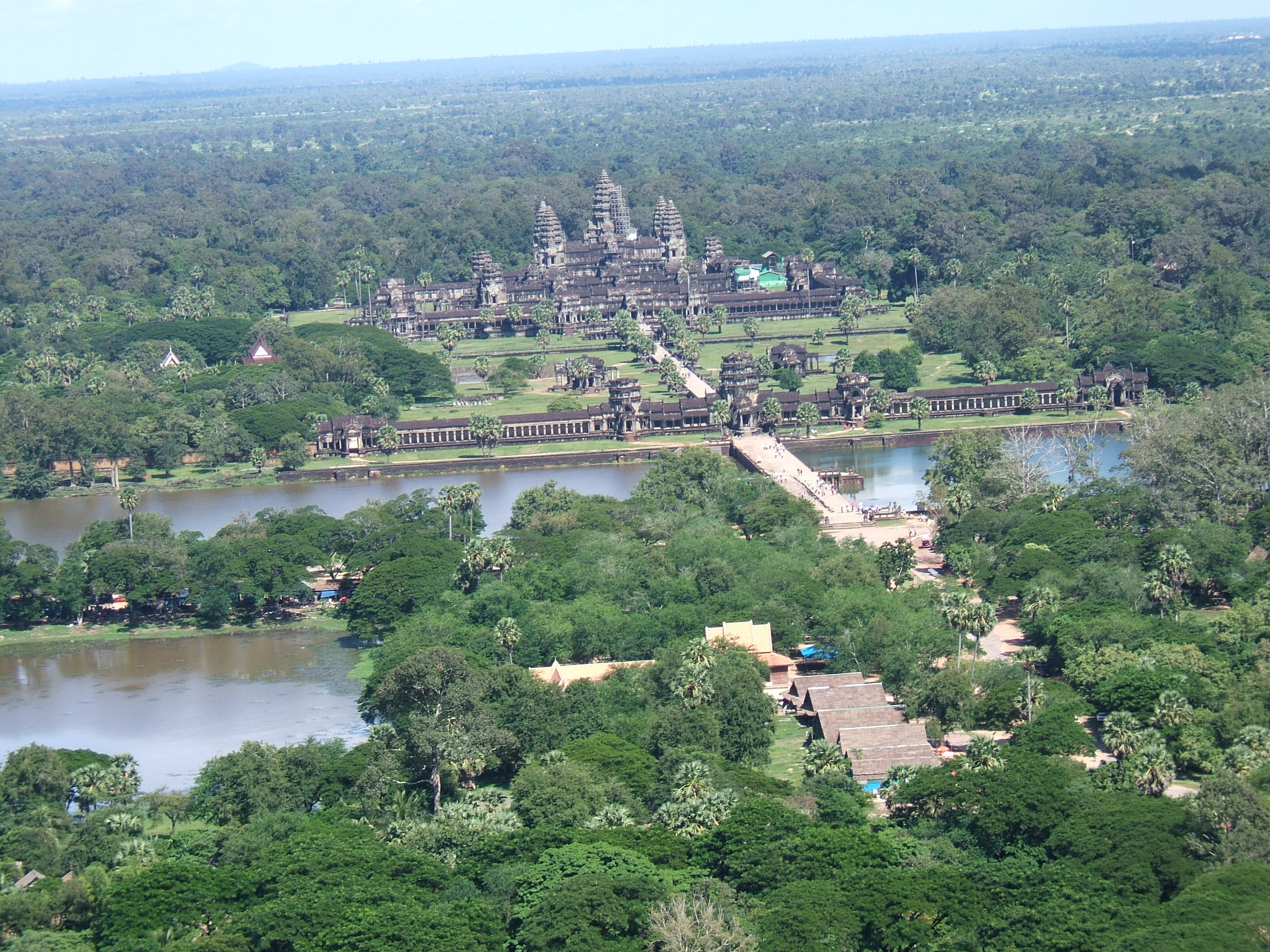
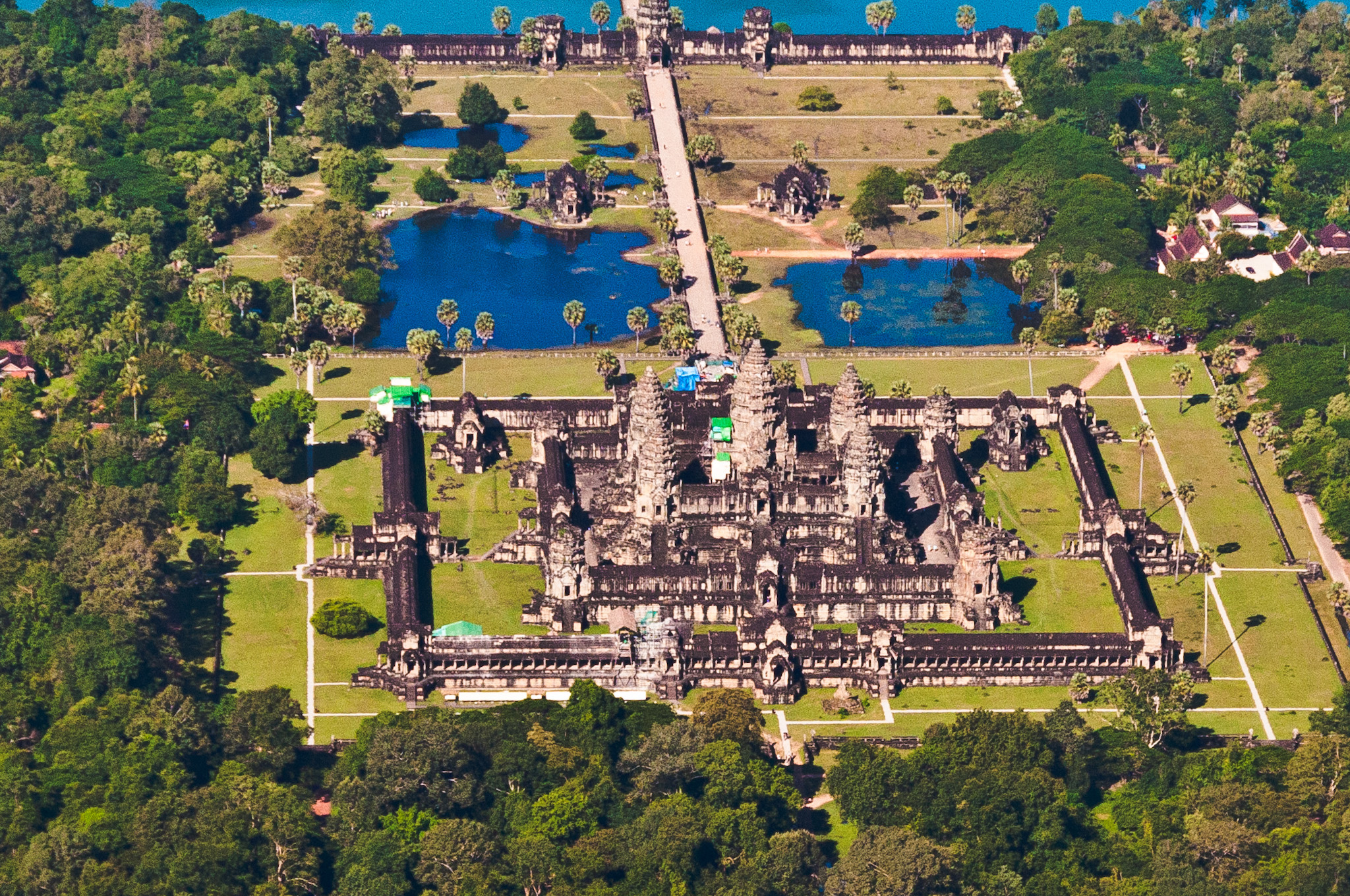
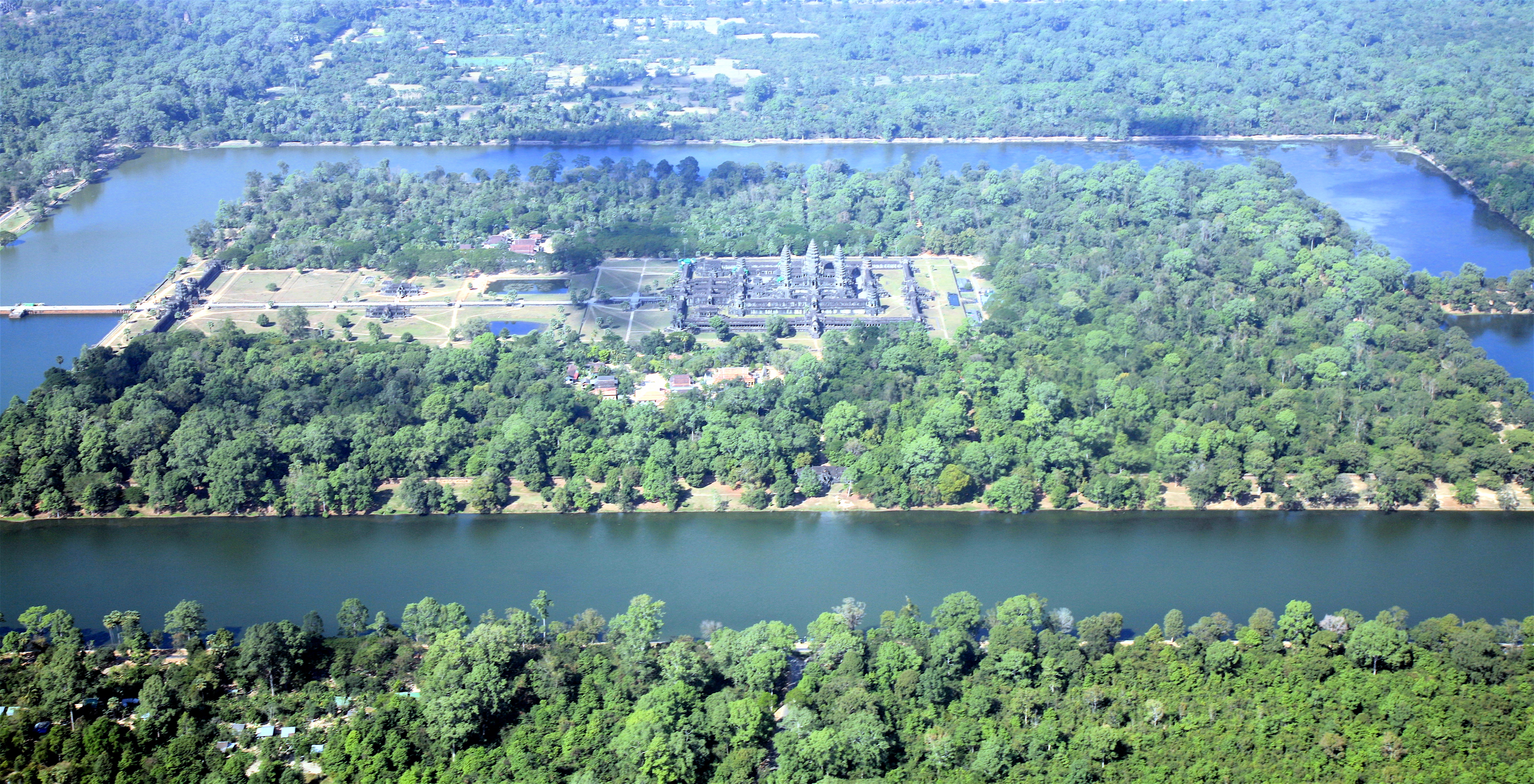
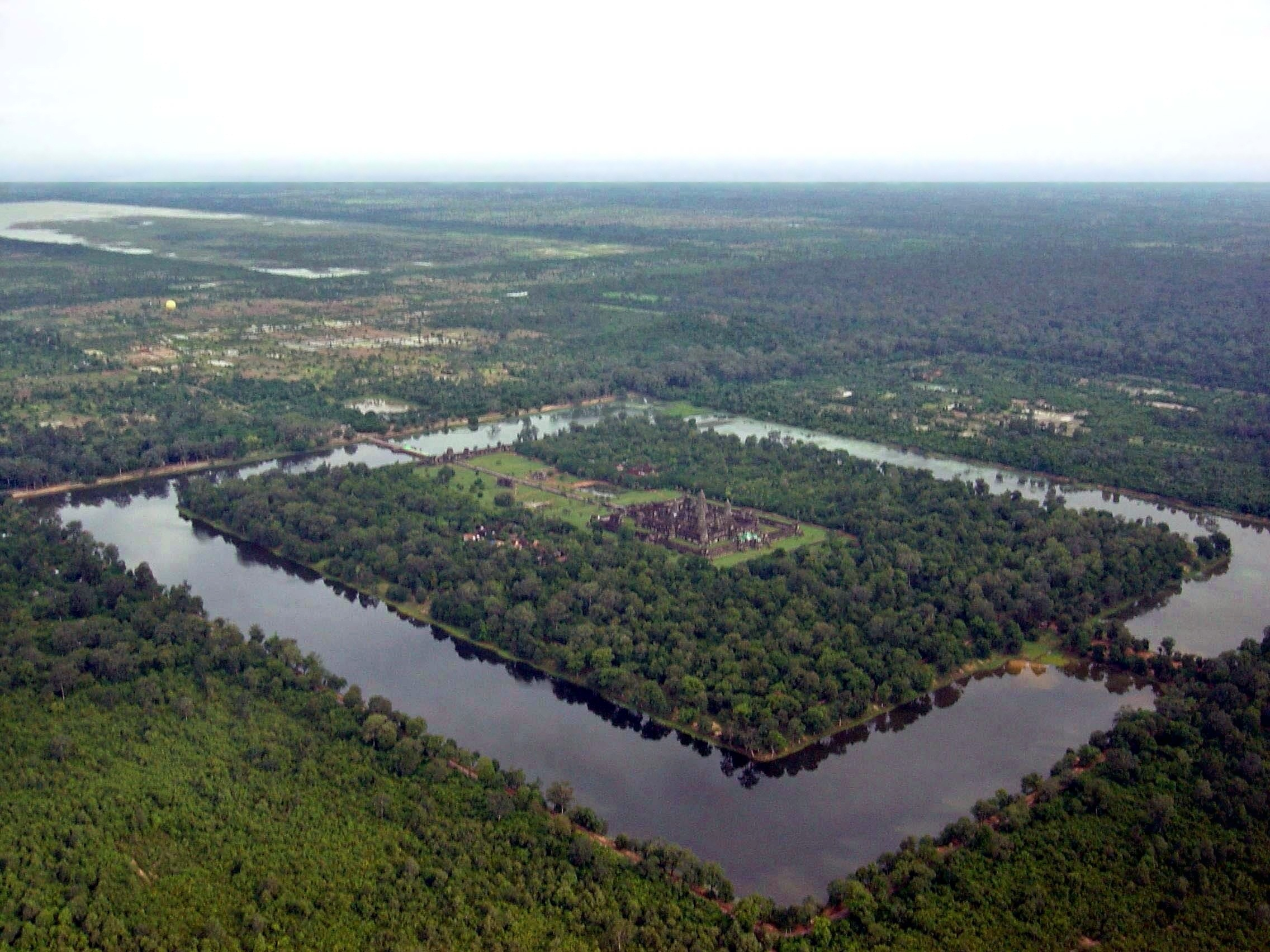

В 2007 году группа исследователей создала карту региона Ангкор, основанную на аэрофотоснимках и радиолокационных данных. Исследование охватило площадь около 3000 квадратных километров вокруг храмового комплекса Ангкор-Ват. В результате было обнаружено 168 храмовых построек, из которых доступ в условиях джунглях был возможен к 94. Кроме того, аэрофотосъёмка позволила определить водную и транспортную систему региона: местонахождение некогда существовавших прудов, дорог и каналов. Проект «Большой Ангкор» был инициирован группой учёных Университета Сиднея с привлечением коллег из Камбоджи и Франции. Им удалось нанести на карту всю площадь водосбора рек региона Ангкор. Результаты исследования показали, что около двух третей региона когда-то было заселено, что делает его самым большим доиндустриальным поселением в человеческой истории.

## Открытие Ангкор-Вата

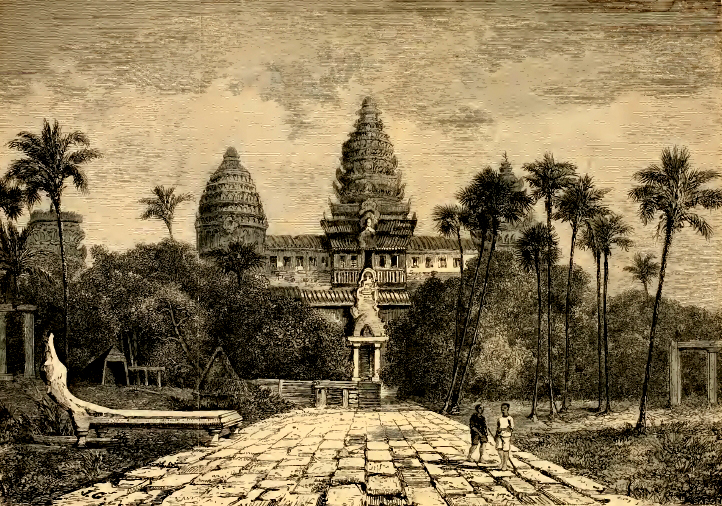
Зарисовка Ангкор-Вата Анри Муо, 1860 год

История Ангкора обрывается в конце XIII века. Строительство в столице прекратилось, и жители покинули его территорию. Только в конце XVI века европейские посетители, которыми были португальские миссионеры и купцы, упоминали о посещении забытого места. Город пребывал в развалинах, был почти полностью заброшен, а городские строения поглощали джунгли. На протяжении столетий тропический лес прятал от посторонних глаз «мёртвый город», бывший некогда центром Ангкорской империи. Открытие произошло 22 января 1861 года, когда французский ботаник Анри Муо обнаружил на левом берегу реки Сиемреап затерянный город. Первое знакомство европейского читателя с Ангкором произошло благодаря публикации в журнале «Le Tour du Monde» путевых блокнотов, писем и рисунков Муо. Публикация оказалась посмертной — автор к тому времени скончался от болотной лихорадки во время экспедиции по Лаосу. Вслед за Муо дорогую цену за увлечение древним городом, поглощённым джунглями, пришлось заплатить ещё нескольким французским исследователям.
До официального «открытия» французами Ангкор-Вата, его упоминание можно встретить у португальского летописца Диогу ду Коуту. Он описывает Ангкор-Ват, основываясь на впечатлениях монаха-капуцина Антониу да Мадалена, который посетил Ангкор между 1585 и 1586 годами:

Этот храм [Ангкор-Ват] имеет длину сто шестьдесят шагов, и это такое странное сооружение, что его нельзя описать пером, и его нельзя сравнить ни с каким другим зданием в мире. Центральное здание состоит из четырёх нефов, а крыша свода, высоко украшенная, вздымается высоким остроконечным куполом, построенным на многочисленных колоннах, высеченных со всеми изысками, которые может придумать человеческий гений.
— Джордж Грослиер, «Ангкор и Камбоджа»

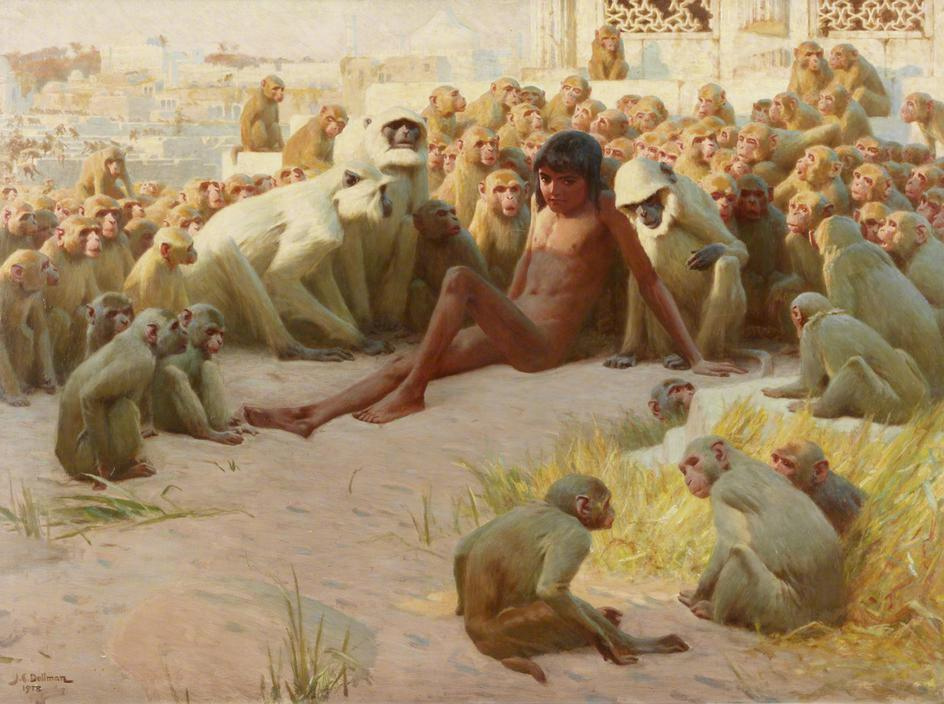
Впечатления от увиденного Редьярдом Киплингом в Ангкоре вдохновили его на сочинение «Книги джунглей»: «Маугли становится вождём бандар-логов» — картина британского художника Джона Доллмана по мотивам рассказа «Охота Каа» из «Книги джунглей», 1903 год

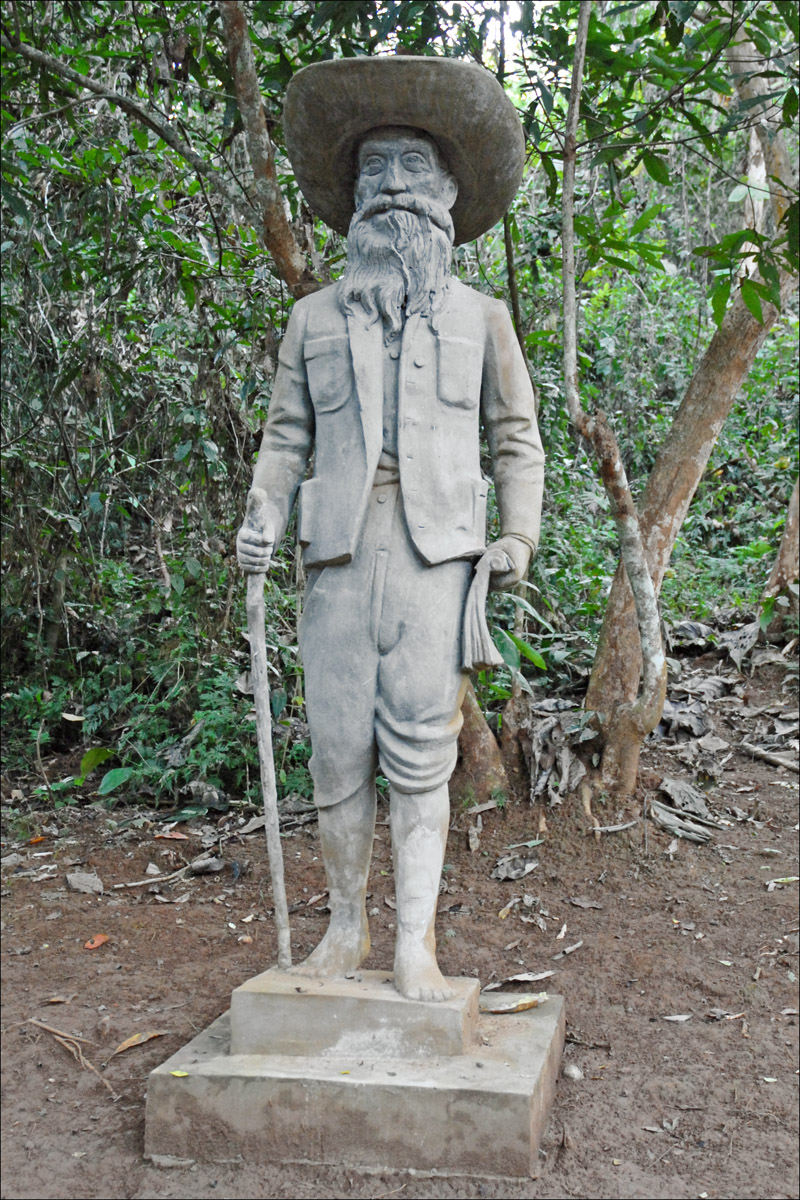
Статуя Анри Муо, установленная на месте его смерти на берегу реки Наму возле деревни Бан Пханом (Камбоджа)

После учреждения в июне 1864 года в Пномпене французской миссии район Ангкора начали посещать представители французской колониальной администрации и первые учёные. На международной выставке в Париже в 1889 году были выставлены предметы ангкорского искусства. Они вызвали живой интерес у искусствоведов и ориенталистов. В 1898 году по решению парижской Академии надписей и изящной словесности при Верховном комиссариате Индокитая была учреждена Археологическая миссия Индокитая. С 1900 года она носит название «Французская Школа Дальнего Востока» (L’Ecole française d’Extrême-Orient, EFEO). Школа стала координировать научные исследования на территории королевства древних кхмеров и других регионов Французского Индокитая.
Романтическое представление о разрушенном городе вдохновило британского писателя Редьярда Киплинга сочинить знаменитую историю про Маугли и царство бандерлогов в заброшенном городе. В «Книге джунглей» (1894) Киплинга описывает свои впечатления от руин в рассказе «Охота питона Каа», а также во «Второй книге джунглей» (1895) в рассказе «Королевский анкас». Однако Ангкор никогда не был полностью заброшен. Ненадолго он был занят кхмерским королём в 1550-х годах, а в последующем в его руинах обитали буддийские монахи традиции тхеравады.
Первым русским исследователем Ангкор-Вата стал Виктор Голубев, один из ведущих сотрудников Французской Школы Дальнего Востока. Он восемь раз посещал район Ангкора в составе научных экспедиций, а также во время инспекционных поездок как руководитель от Школы. Первое исследование состоялось в ходе второй экспедиции в район Ангкор с декабря 1923 по конец мая 1924 года. Завершение исследований Голубева произошло в 1931 году, когда он сделал последнюю серию фотоснимков. В 1929—1932 годах учёный издал семь томов по архитектуре, орнаментальной скульптуре и галерее барельефов Ангкор-Вата. В них было опубликовано около тысячи иллюстраций на основе его собственных фотографий.
В 1931 году в Париже была проведена полугодовая международная колониальная выставка. Её символом стал полномасштабный макет Ангкор-Вата. Считалось, что колониальная выставка будет олицетворять усилия французского правительства, направленные на выполнение его цивилизационной миссии за пределами Европы. Павильон Ангкор-Ват объединял реконструкцию частей древнего кхмерского храма с витринами колониальных реформ. Снаружи павильон Ангкор-Ват представлял собой его детальную копию, в то время как внутренняя часть была посвящена экономической и социальной деятельности во французском Индокитае.

Павильон Ангкор-Вата на колониальной выставке в Париже: французские открытки 1931 года
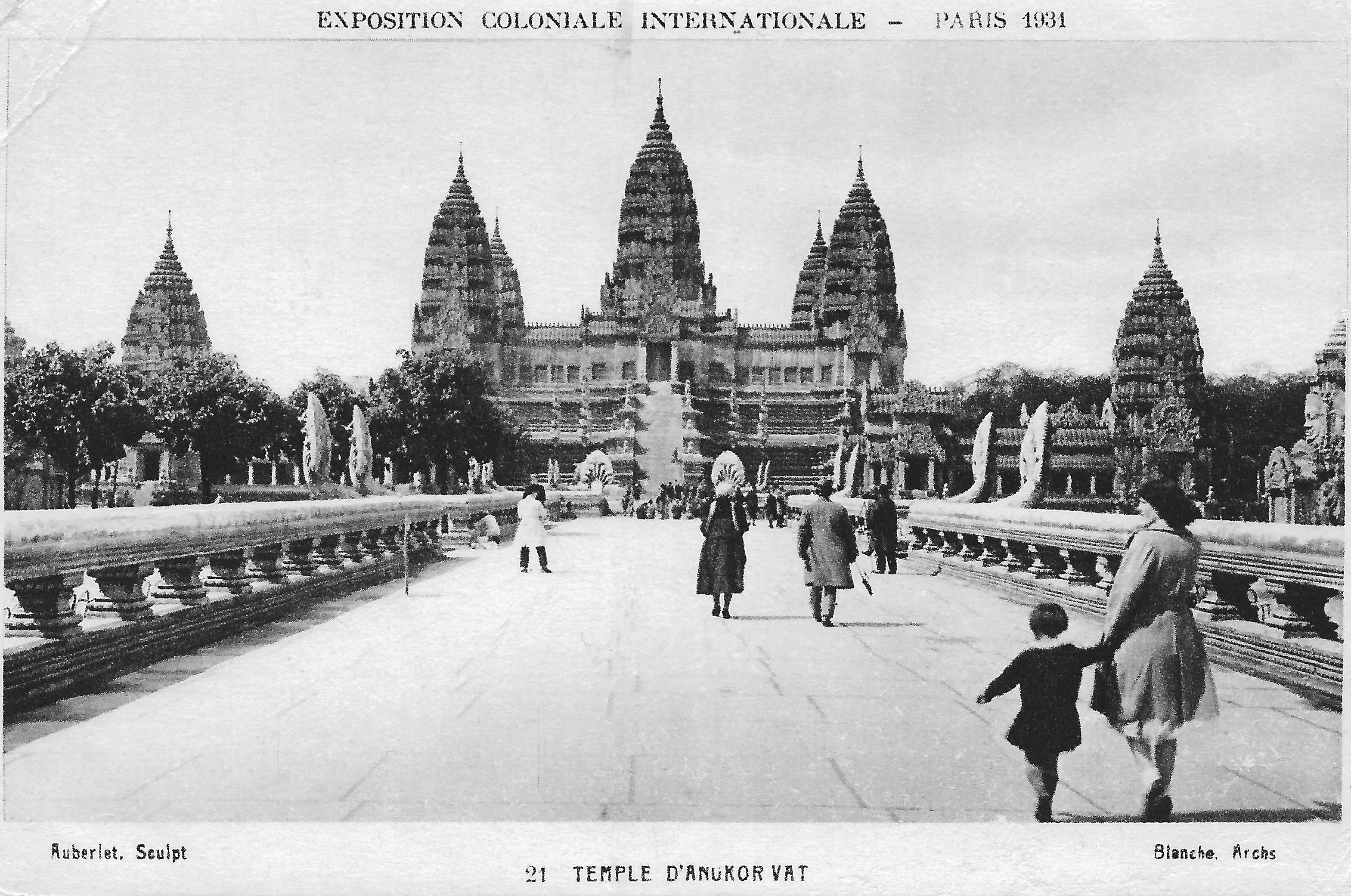
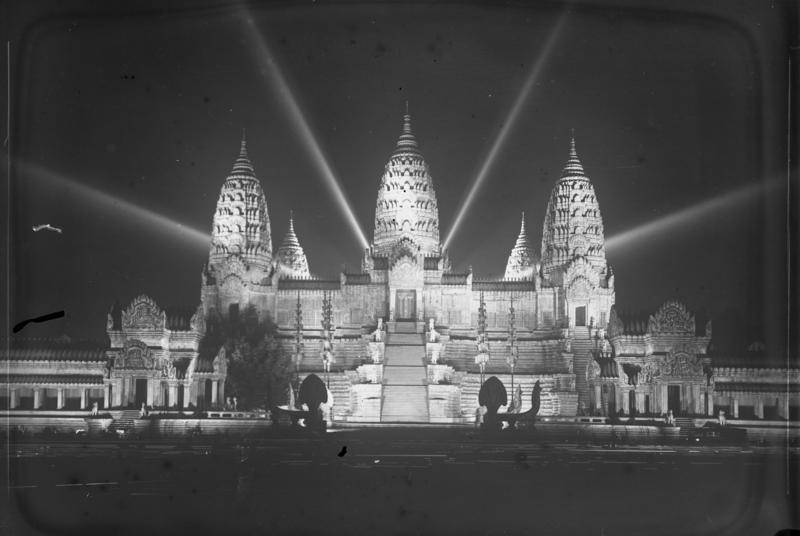

## Создатель Ангкор-Вата, Сурьяварман II

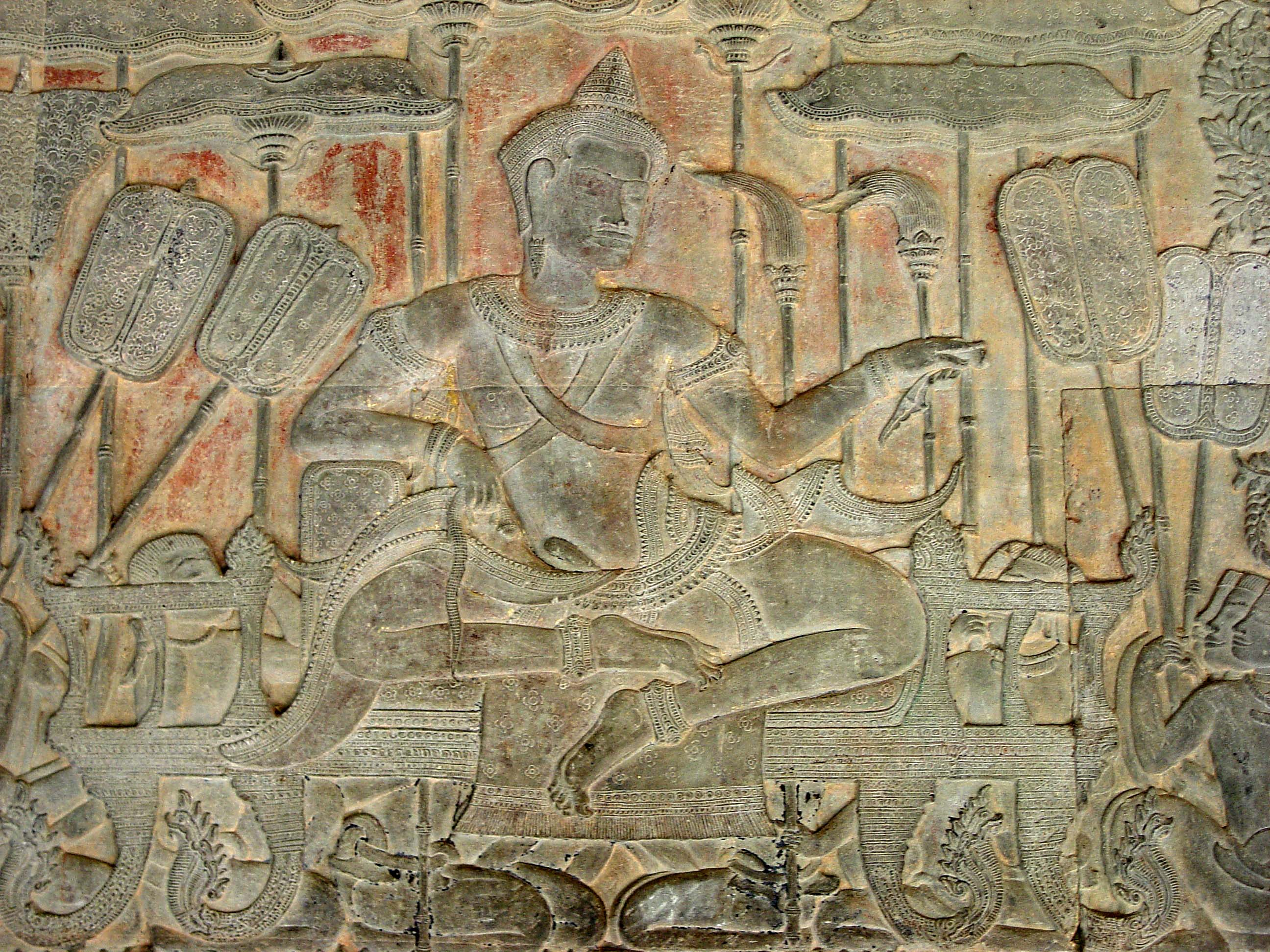
Изображение Сурьявармана II в Ангкор-Вате

Предание гласит, что Сурьяварман II завладел властью, объединив два королевства. Битва с противниками, если верить каменным надписям, была жестокой: «после сражения, которое длилось целый день, король Дхараниндраварман был низвергнут Сурьяварманом и его королевство осталось без защиты… Приведя с собой многочисленное войско, он начал жестокую битву; прыгнув на голову слона, на котором сидел вражеский король, он убил его, подобно тому, как Гаруда на вершине горы убил змею».
Обратившись затем против безымянного правителя, наследника Харшавармана III на троне Ангкора, он заставил его разделить судьбу дяди Дхараниндравармана. Устранив все препятствия, Сурьяварман II стал правителем объединённого королевства. По официальным источникам восшествие на престол Сурьявармана II совпало со смертью Джаи Индравармана II в Тямпе и Чанзиты в Пагане — возможно, именно они были противниками Сурьявармана II.
Несмотря на частые поражения, о которых сообщают противники Сурьявармана II, его военная политика принесла свои плоды, о чём свидетельствует территориальное расширение государства кхмеров. В китайской «Истории Сунской династии» отмечено, что на севере Камбоджи её граница совпадала с границами Тонкина, на востоке страна граничила с Южно-Китайским морем, на западе граница совпадала с линией современной границы с Бирмой, и на юге — с линией, пересекающей Малаккский полуостров, немного южнее перешейка Кра. Таким образом, территория древней Камбоджи превосходила её современные границы. Она включала современный Вьетнам, Лаос, большую часть Таиланда и половину Малайи.
Помимо того, что он был завоевателем, Сурьяварман II известен как активный строитель. Сооружения, построенные при его правлении, многочисленны, что подтверждается данными эпиграфики. К ним относится ряд строений, расположенных на северо-западе страны, за пределами столицы. В некоторых местах — в Пном Чизоре, Пном Сандаке, Ват-Пху, Преах Вихеаре — он закончил недостроенные здания и заложил новые. В Ангкоре Сурьяварман II построил ансамбль Прах Питху в северной части королевской площади, ансамбли Тяу Сай Тевода и Тхомманом в пятистах метрах от ворот Победы, на линии восточной гопуры королевского дворца Ангкор-Тхома, ансамбль Бантеай Самре на восточном конце Восточного Барая, центральную часть ансамбля Прах Кхана в Кампонгсвае и другие. Ангкор-Ват стал апогеем его строительной деятельности.
Известно, что Сурьяварман II был приверженцем вайшнавизма. Почитание Вишну стало частью традиции королевского двора. Большинство храмов при нём воздвигались в честь Вишну. Усилия правителя были направлены на поддержание своего почитания как дева-раджи. Одна из гипотез гласит, что Ангкор-Ват по плану и внутреннему расположению является храмом, предназначенным для погребения. Он, возможно, был построен для того, чтобы хранить пепел правителя, а также статую, которая изображает его в образе Вишну. Именно благодаря этому расположение Ангкор-Вата столь необычно, поскольку он ориентирован на запад, который является востоком для умерших.
Последние годы правления Сурьявармана II мало известны. Кроме того, отсутствует точная дата его смерти. Последняя каменная надпись, где Сурьяварман II упомянут, относится к 1145 году. По всей видимости, он был вдохновителем похода на Тонкин в 1150 году. Однако китайское посольство 1155 года ничего не сообщает о смене власти. Напротив, оно отмечает возобновление политических связей между странами. Китайскому императору были подарены десять приручённых слонов. Считается, то возобновление дипломатических отношений, прерванных на семнадцать лет, было инициировано наследника Сурьявармана II. Таким образом, его смерть датируется между 1150 и 1155 годами. Неизвестны также причины смерти, однако известно его посмертное имя — Парамавишнулока («Ушедший в высшую обитель Вишну»), что отражает его приверженность к вайшнавизму.

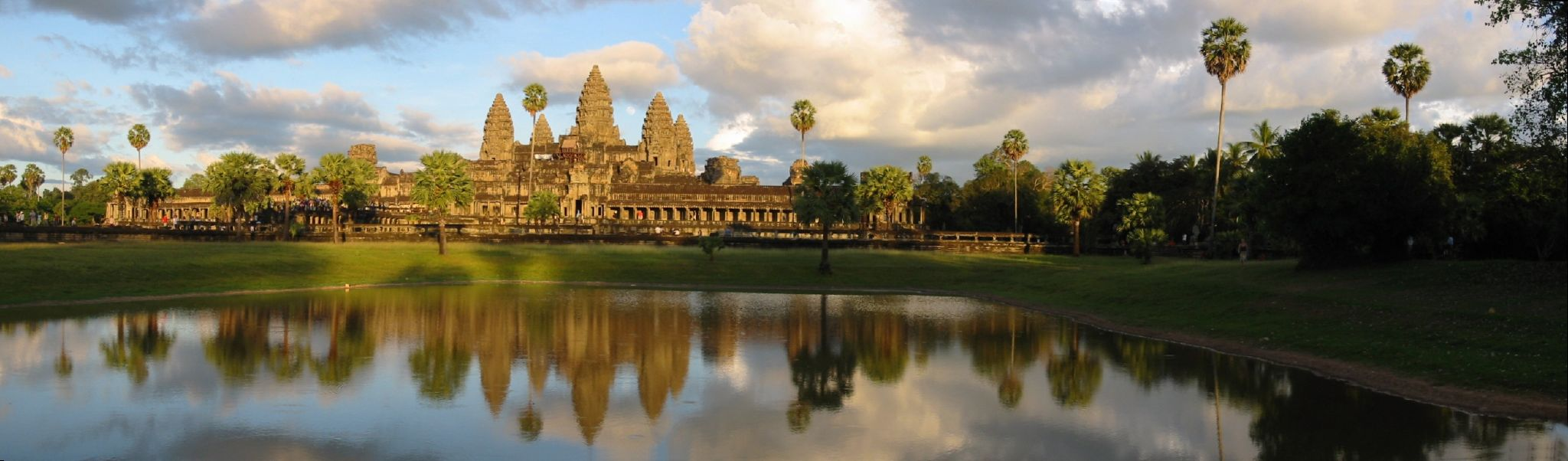
Закат над Ангкор-Ватом

## Индуизм и буддизм в Ангкор-Вате

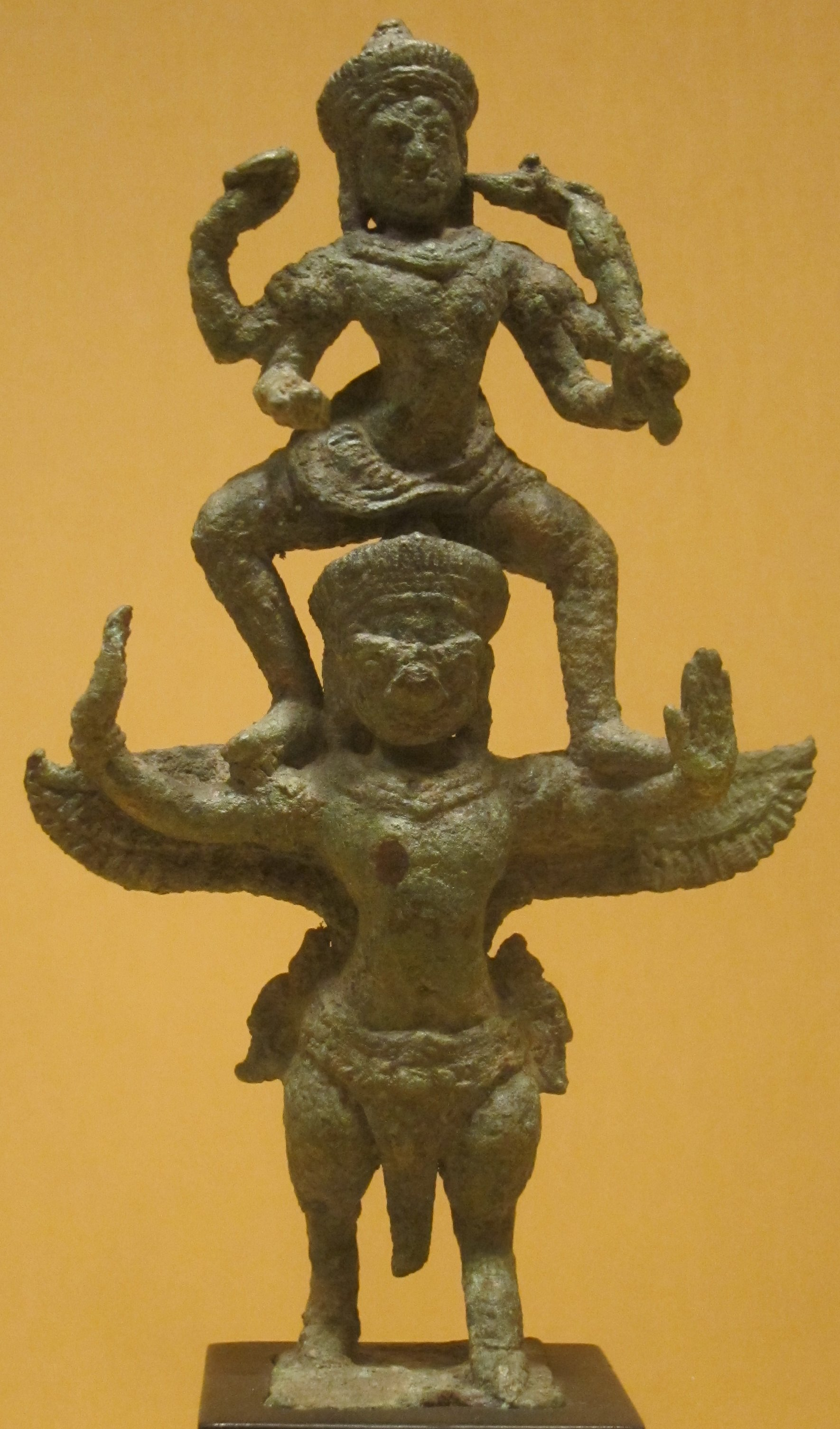
Мурти Вишну верхом на Гаруде. Камбоджа, бронза, XII век. Из коллекции Художественного музея Гонолулу (Гавайские острова)

Первое древнекхмерское государство Бапном (или как его именовали в Китае II—VI веков, Фунань) находилось под сильным влиянием южноиндийской культуры. Во II веке на территории современной Камбоджи появились буддистские общины — сначала традиции махаяна, а затем в III веке тхеравады. Распространение буддизма сопровождалось его адаптацией к местным верованиям. Однако в последующем на смену буддизма пришёл индуизм. Вслед за распространением в Южной Индии вайшнавизм начал проникать в Камбоджу в первой трети V века. Его апогеем стало обожествление короля и появление культа дева-раджи, то есть богоподобного правителя.
Расцвет древнего кхмерского государства пришёлся на период правление короля Джаявармана II. Он и его наследники придерживались активной завоевательной политики. В результате к середине IX века владения кхмеров охватили почти весь Индокитайский полуостров. В центре новой империи расположился столичный регион Ангкор. В IX—XIV веках в Ангкорской империи процветал индуизм с культом воинственного божества Харихары, объединявшего в себя богов Вишну и Шиву. Он соединил в себе, с одной стороны, древнейшие местные традиции почитания предков и духов земли и, с другой стороны, веру в божественные силы правителя. С X века в храмовом искусстве выдвигаются идеи, призванные увековечить культ дева-раджи, в честь которого воздвигаются храмы.
Ангкор-Ват планировался для почитания Вишну, прославления и обожествления его создателя, Сурьявармана II. Однако мурти Вишну в главном святилище храма не сохранилось. Большая каменная статуя Вишну, которая по местному поверью находилась в центре Ангкор-Вата, встречает посетителей в западном входном павильоне. Несмотря на то, что восьмирукое изображение не находится в святилище, а стоит возле ворот, в Ангкор-Вате ему поклоняются так же, как статуям Будды. На шею Вишну надета цветочная гирлянда, на тело накинута жёлтая ткань, а на руках раскачиваются символические знамёна из бумаги и ткани. Возле ног Вишну посетители оставляют подношения бутонов лотоса, постамент перед ним превращён в курильницу с благовониями. Несмотря на то, что статуя изображает Вишну, посещающие место буддисты отдают ему дань уважения, что отражает религиозный синкретизм, характерный для Южной и Юго-Восточной Азии.

Статуя Вишну «Та Рич»
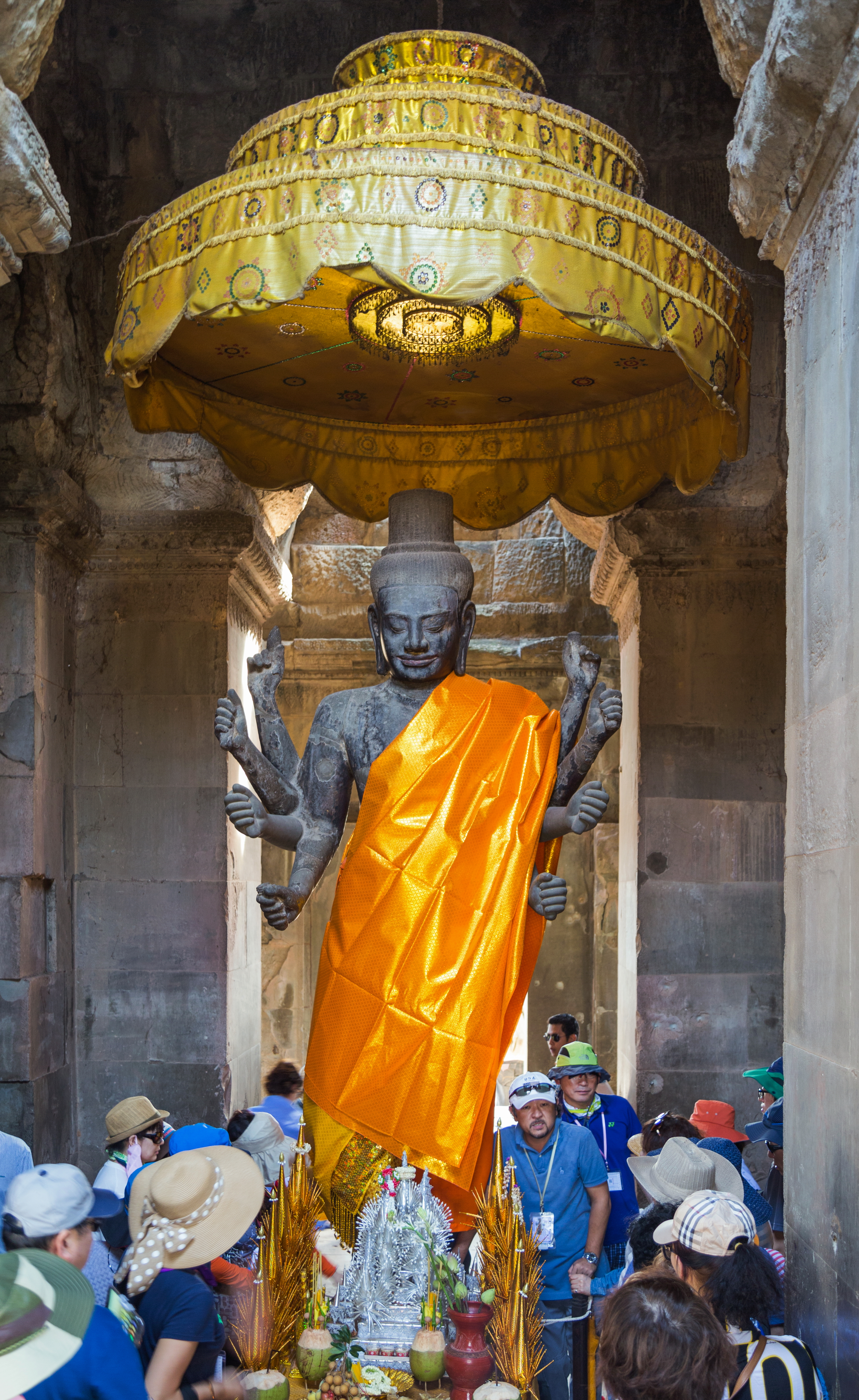
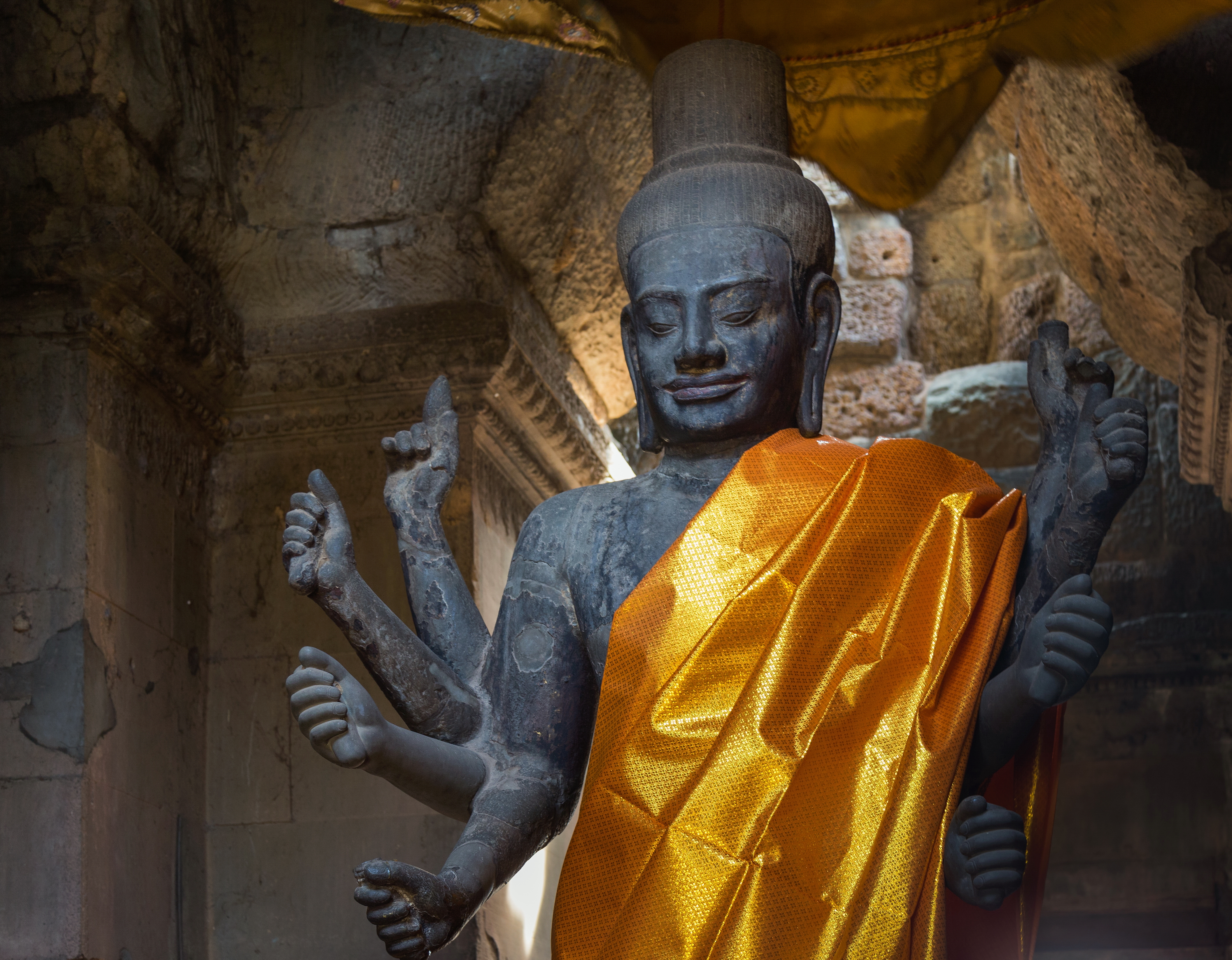
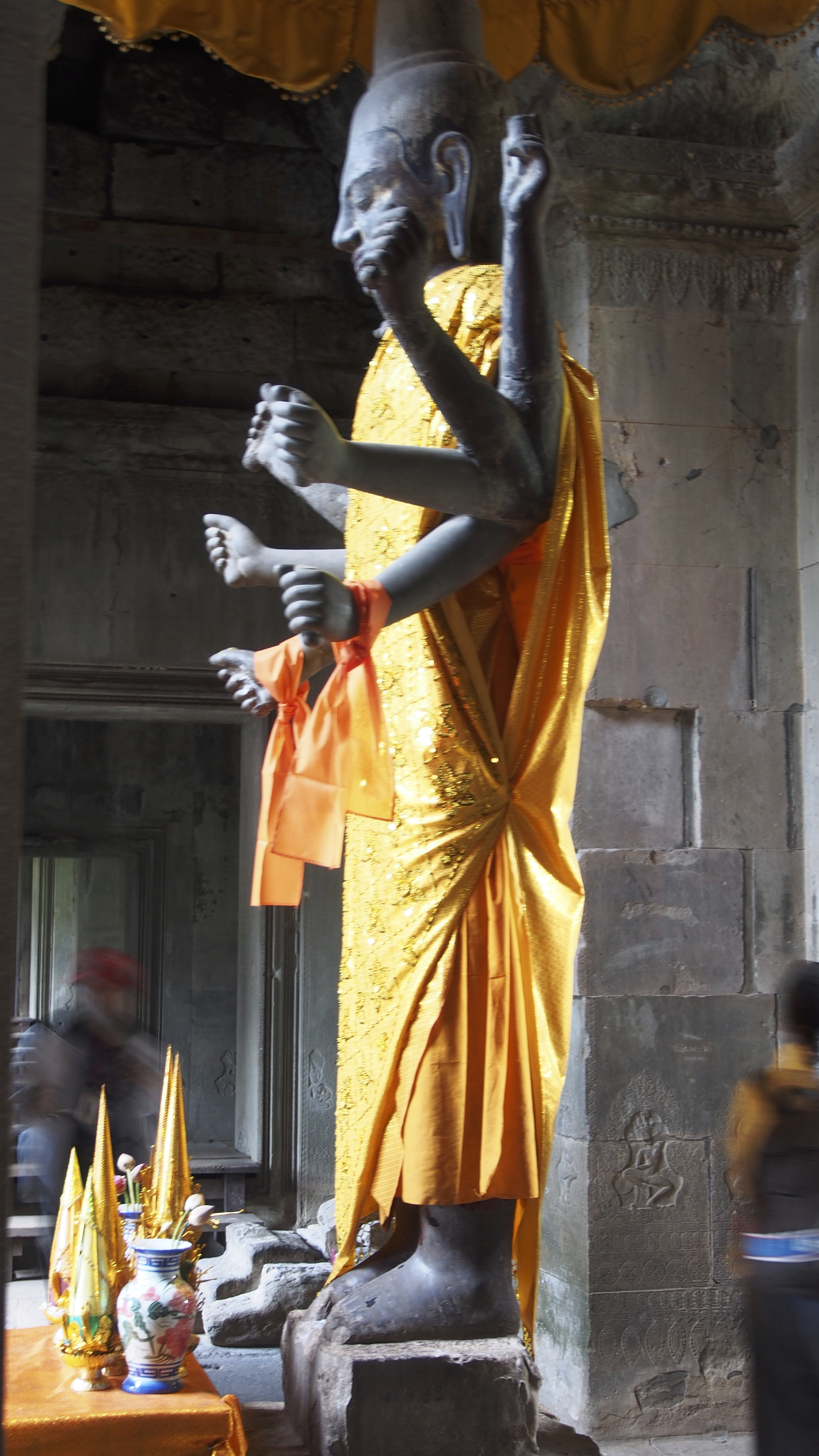
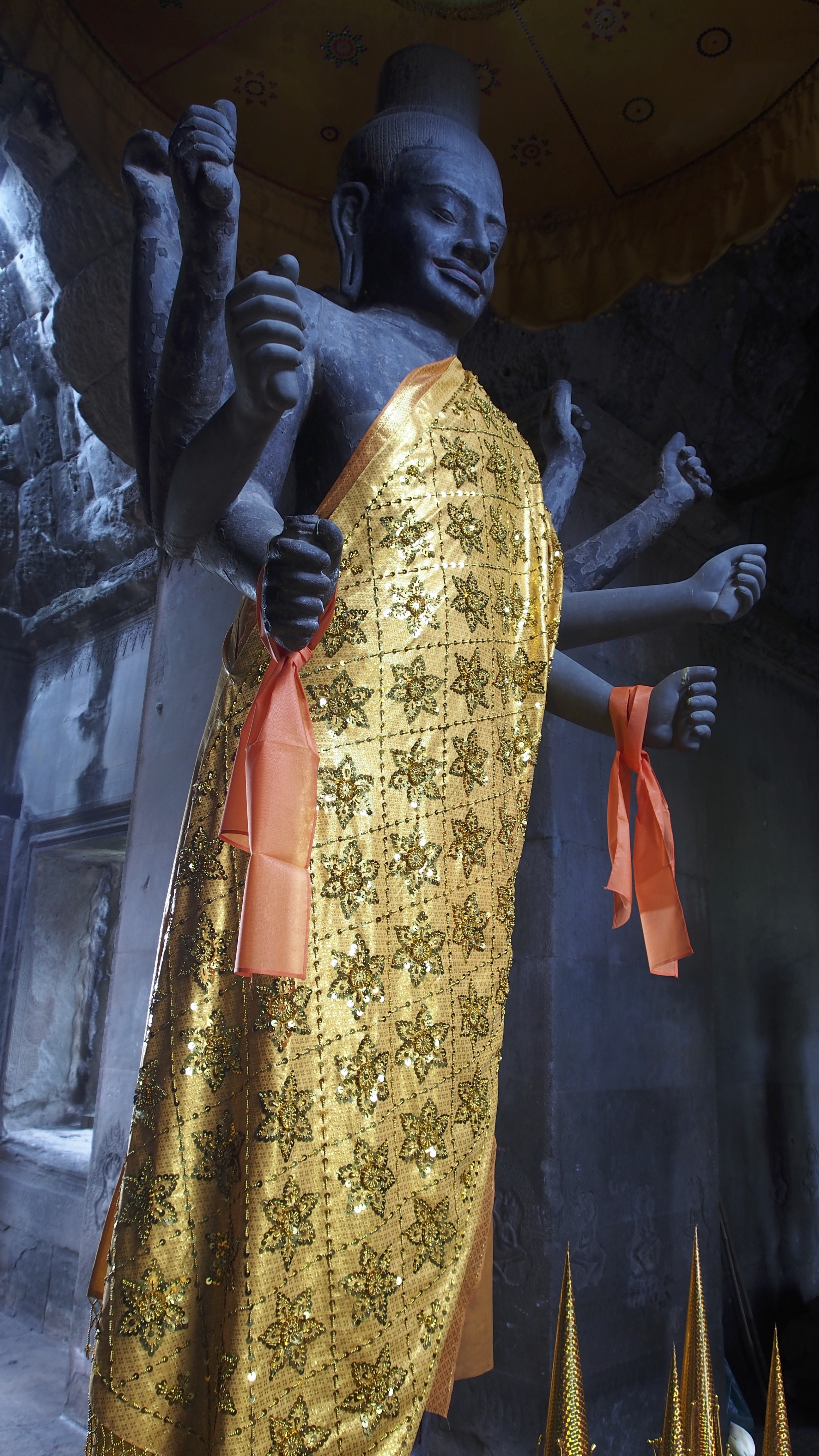
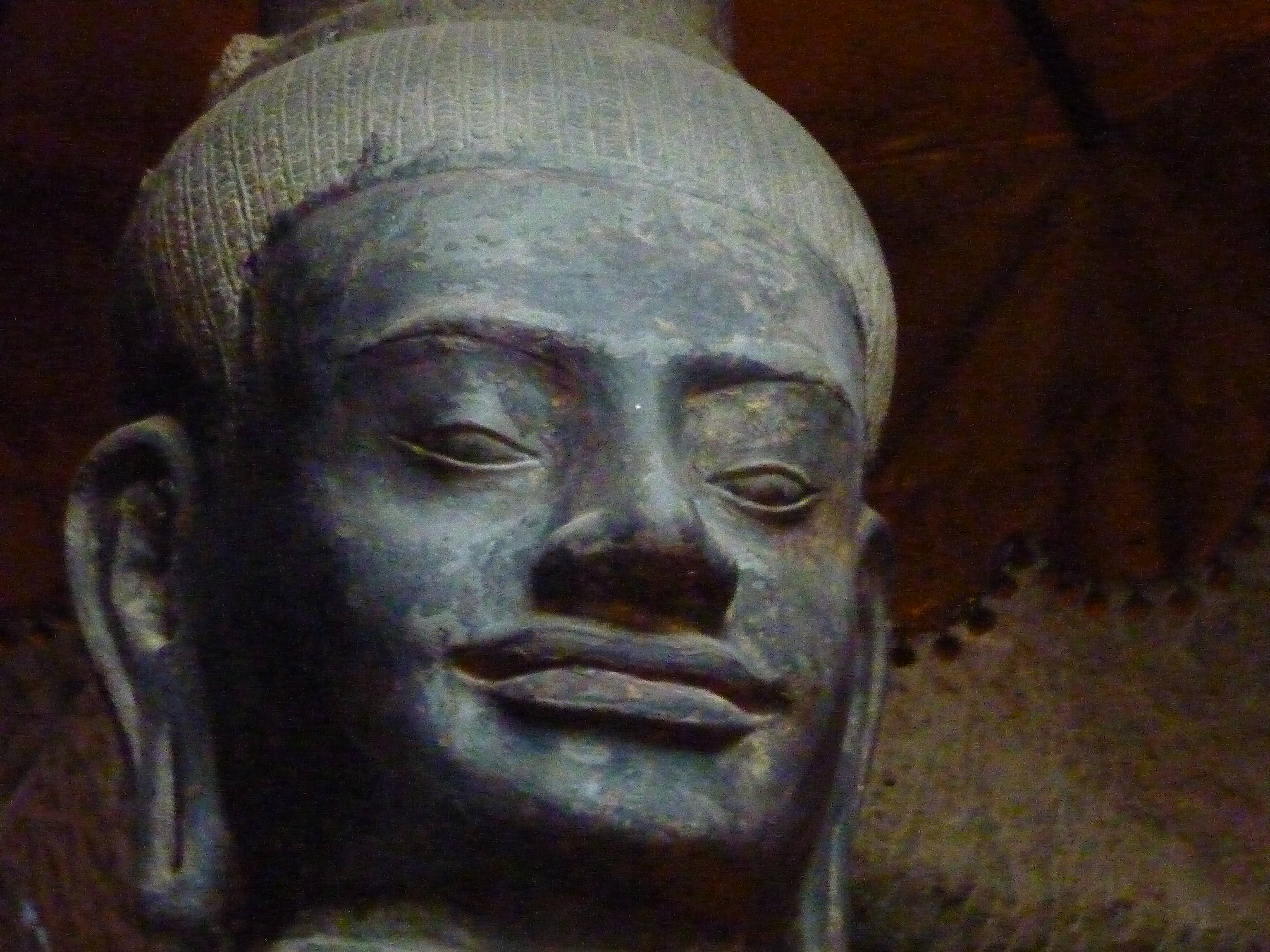

Несмотря на десятилетия строительства, храмовый комплекс так и не был завершён. Его архитектурная планировка и структура комплекса состоялись, однако декоративные работы не были закончены. Причинами прекращения работ могли быть многочисленными, главной из которых считается смерть покровителя храма, Сурьявармана II. Однако незаконченное декоративное оформление практически не повлияло на неприкосновенность памятника. Незаконченные работы, возможно, были одной причин, которые побудили наследников древних кхмеров повторно использовать комплекса в качестве буддийской святыни и место паломничества буддистов. В XVI веке король Анг Чан (1516—66) поместил скульптуры Будды в одну из незаконченных галерей, чтобы заявить о своей политической легитимности как наследника Сурьявармана II.
Самая ранняя надпись, которая указывает на официальную реанимацию Ангкор-Вата, датируется 8 сентября 1546 года. Она фиксирует начало проекта каменной резьбы под руководством королевского мастера Врах Махидхара и его причину: «потому что древний король Маха-Вишу-Лока (то есть Сурьяварман II) не закончил две каменные панели». Внук Анг Чана по имени Сатха «восстановил здание в его былой славе». В надписи, датируемой 1577 годом, говорится, что королева-мать рада видеть, как её сын, правитель Сатха, восстанавливает древний храм Врах Вишну-лока (то есть Ангкор-Ват) «полностью доведя его до состояния, в котором он был в древности». Стены комплекса были отремонтированы, крыша реконструирована, а верх 60 башен покрыт золотом.
Реанимируя монументальный комплекс как храм буддизма тхеравады кхмерские правители XVI века тем самым предпринимали усилия, чтобы воссоединиться со своими историческими предками. Для них, кто постоянно воевал с соседними королевствами, включая сиамцев, изгнавших кхмеров из Ангкора, успешное восстановление Ангкор-Вата и отождествление с древней культурой позволяло укрепить свой политический и духовный статус. К XVII веку Ангкор-Ват уже воспринимался как крупнейший буддистский монастырь в Юго-Восточной Азии, привлекавший паломников даже из Японии.
В письме от 11 июня 1668 года французского миссионера М. Шеврёля, находившегося в Камбодже с 1665 по 1670 годы упоминается, что

… существует очень старый и знаменитый храм, находящийся в восьми днях пути от города, куда (если Господь даст мне немного свободного времени) я надеюсь поехать. Этот храм известен среди всех язычников пяти или шести великих царств как Рим среди христиан; там у них есть свои ученые люди; и оттуда они получают наставления и решения, касающиеся религии, как у нас в Риме. Он называется «Онко»; Люди из Сиама, Пегу, Лаоса, Тернасерима и других царств приходят и совершают важные паломничества, даже если они воюют между собой…
— Джордж Грослиер, «Ангкор и Камбоджа»
В храмовых строениях размещались изображения Будды, стоящие вдоль стен и коридоров. Внешний вид памятника и его убранство не претерпело значительных изменений, однако его внутреннее пространство получило другое наполнение. Изображения Будды были вырезаны и нанесены на стенах главного святилища. Перед святилищем скапливались статуи Будды, которые оставляли паломники для получения духовных «заслуг». Большинство буддистских надписей находятся на гранях колонн между декоративными узорами — они перечисляют имена людей, пожертвовавших золотые, серебряные и деревянные статуи Будды, а также другие подношения. В последующем французская колониальная администрация избавилась от их значительной части, а также от окружающих деревянных буддистских построек, чтобы придать комплексу монотеистический вид.
В современном Ангкор-Вате можно обнаружить много постаментов без статуй. Большое число буддийских изображений, все ещё используемых в поклонении, повреждены. В частности, у многих отсутствуют головы или конечности. Отчасти это является результатом дикой «археологизации» в колониальный период. Достойные музеев и эстетически совершённые артефакты изымались и продавались в музеи Европы, прежде всего, Франции. В XX веке торговля кхмерскими предметами искусства между западными коллекционерами привела к потере части достояния Ангкор-Вата.

Буддизм в Ангкор-Вате
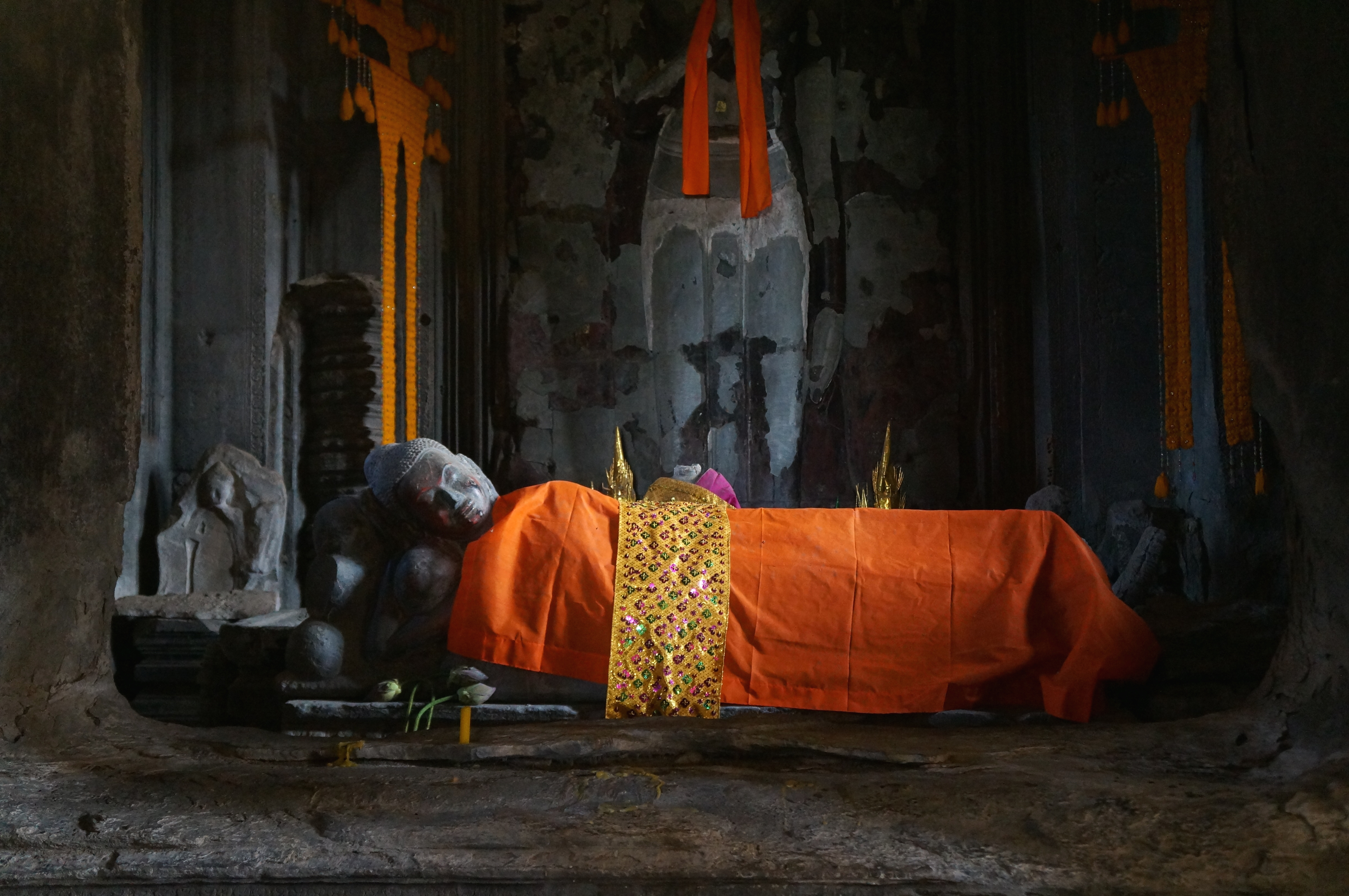
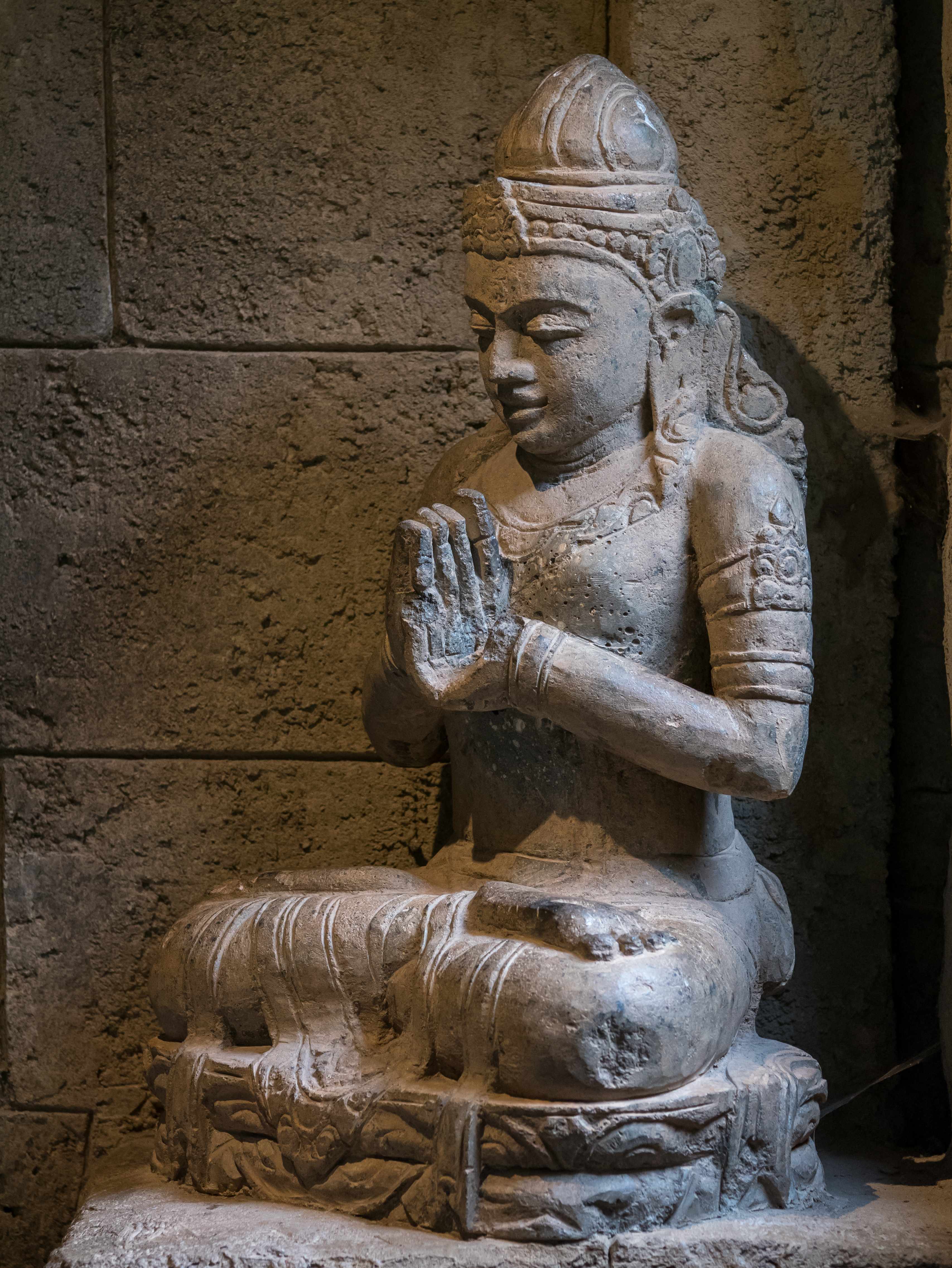
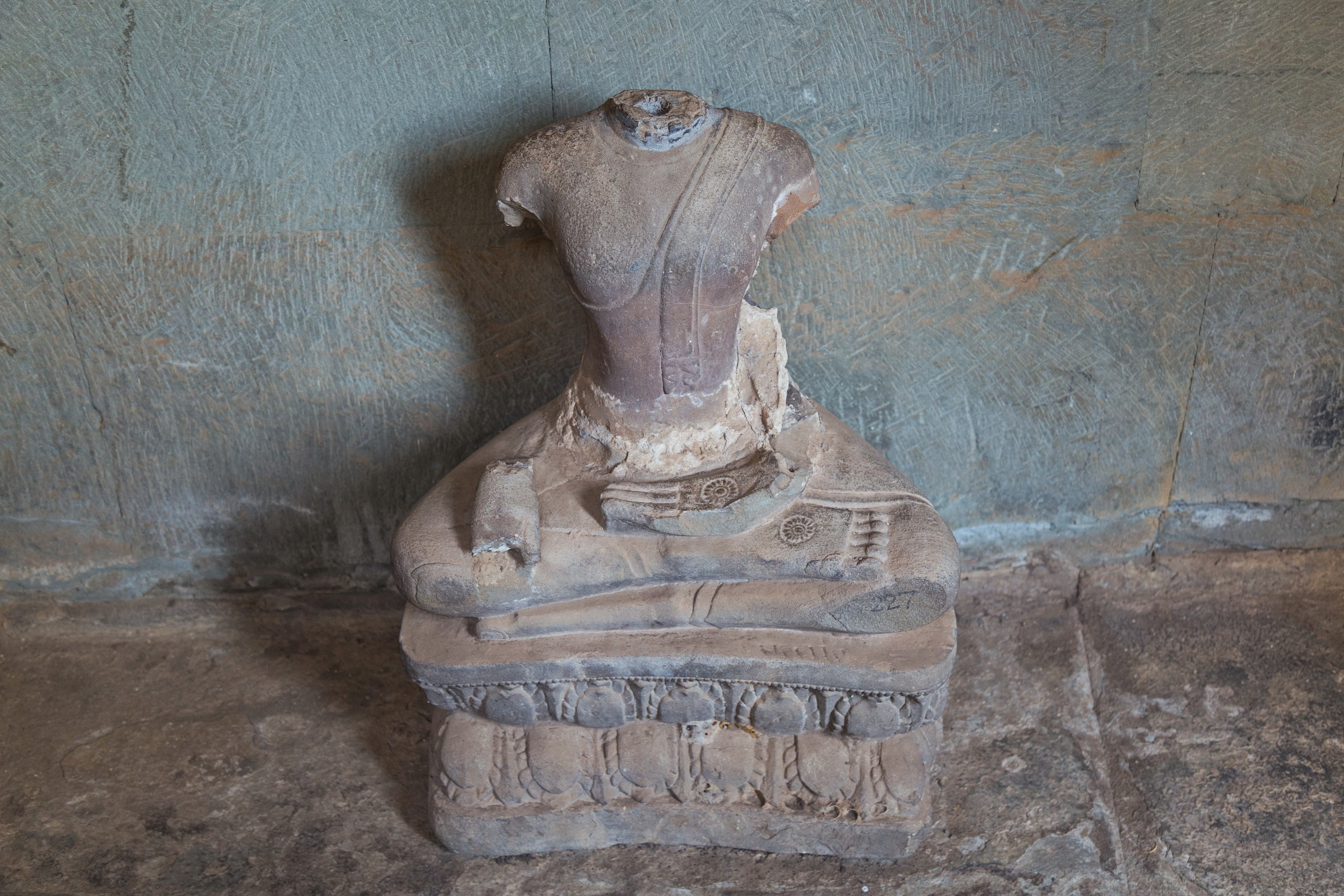
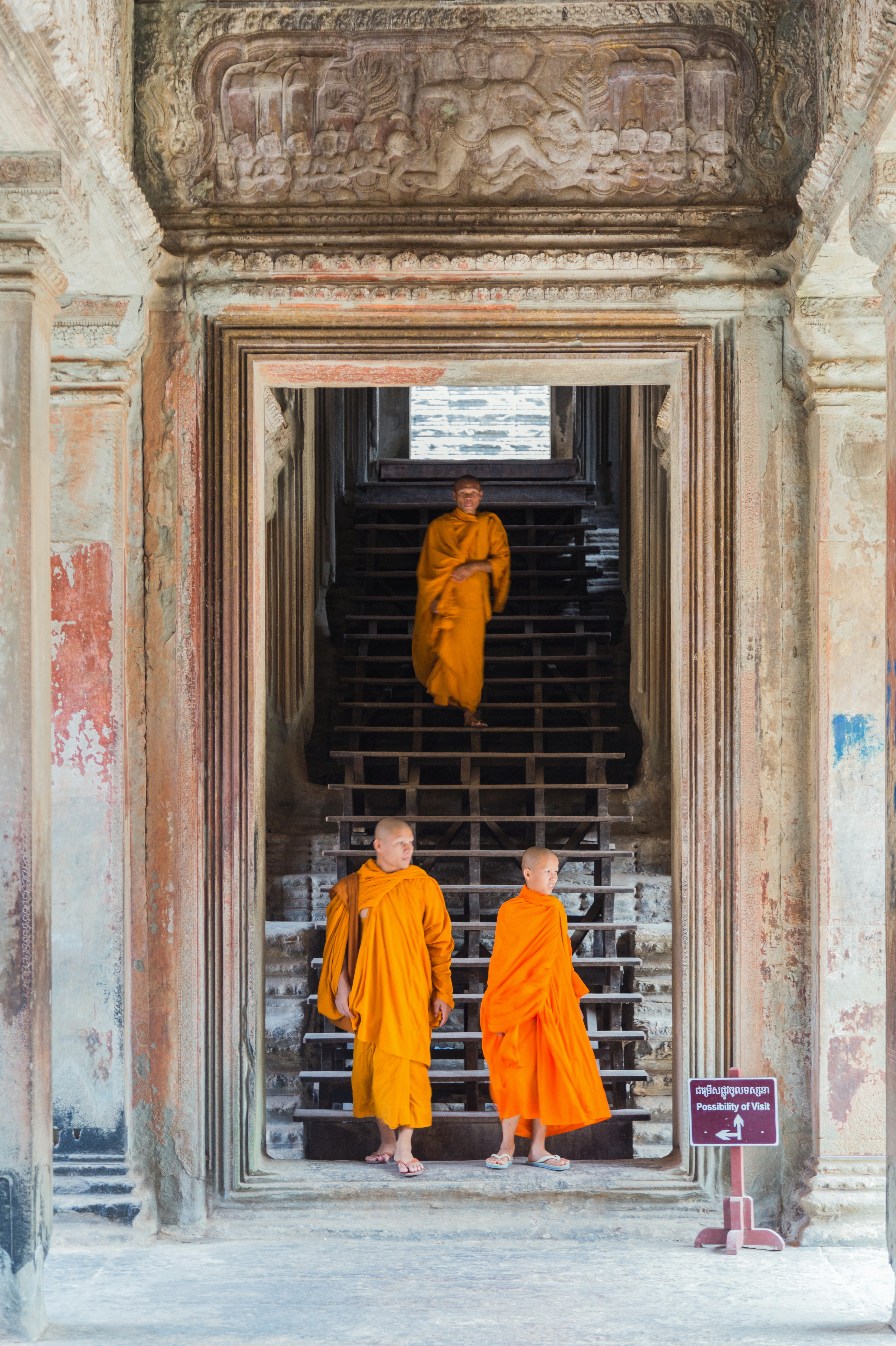
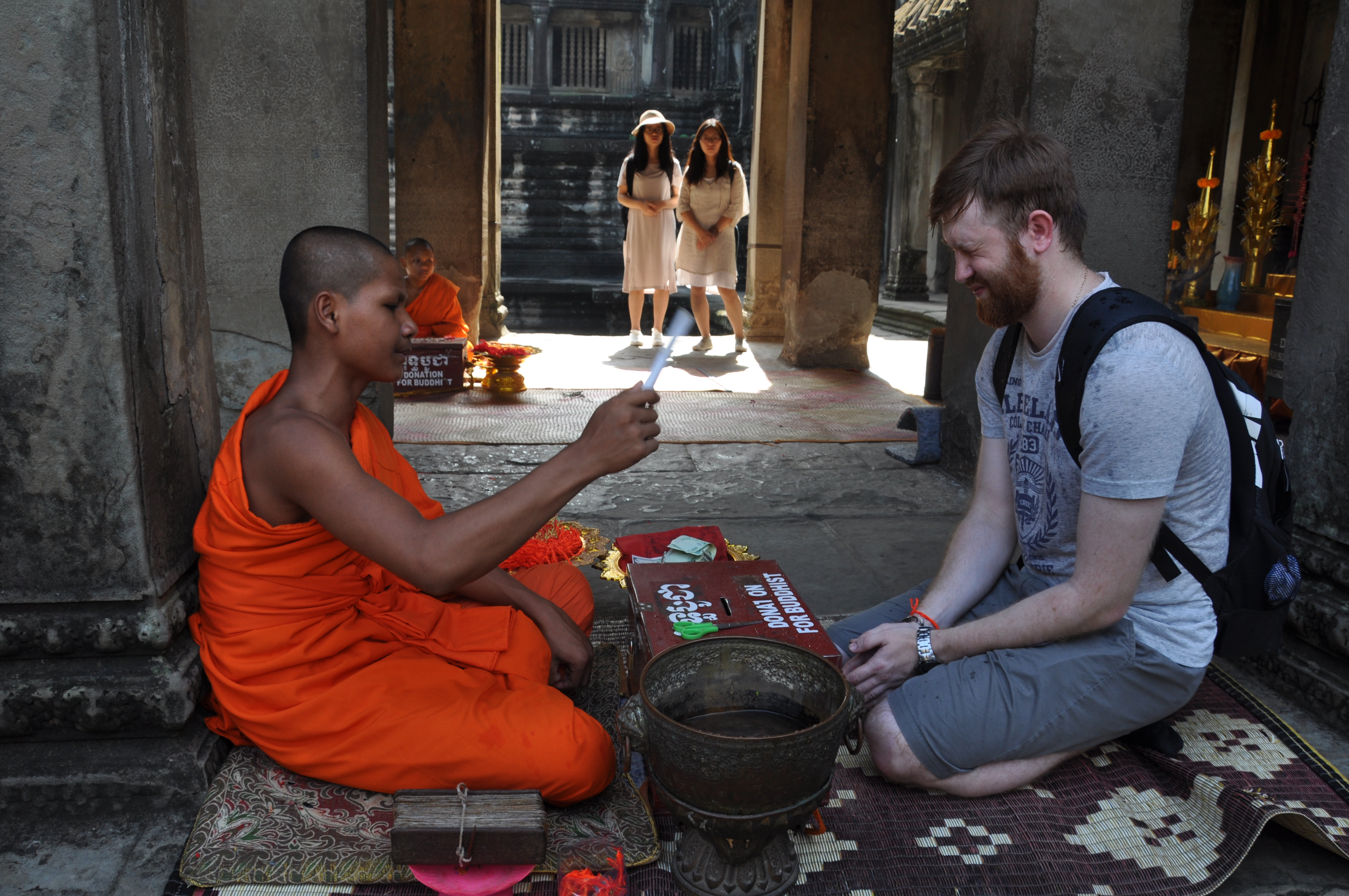
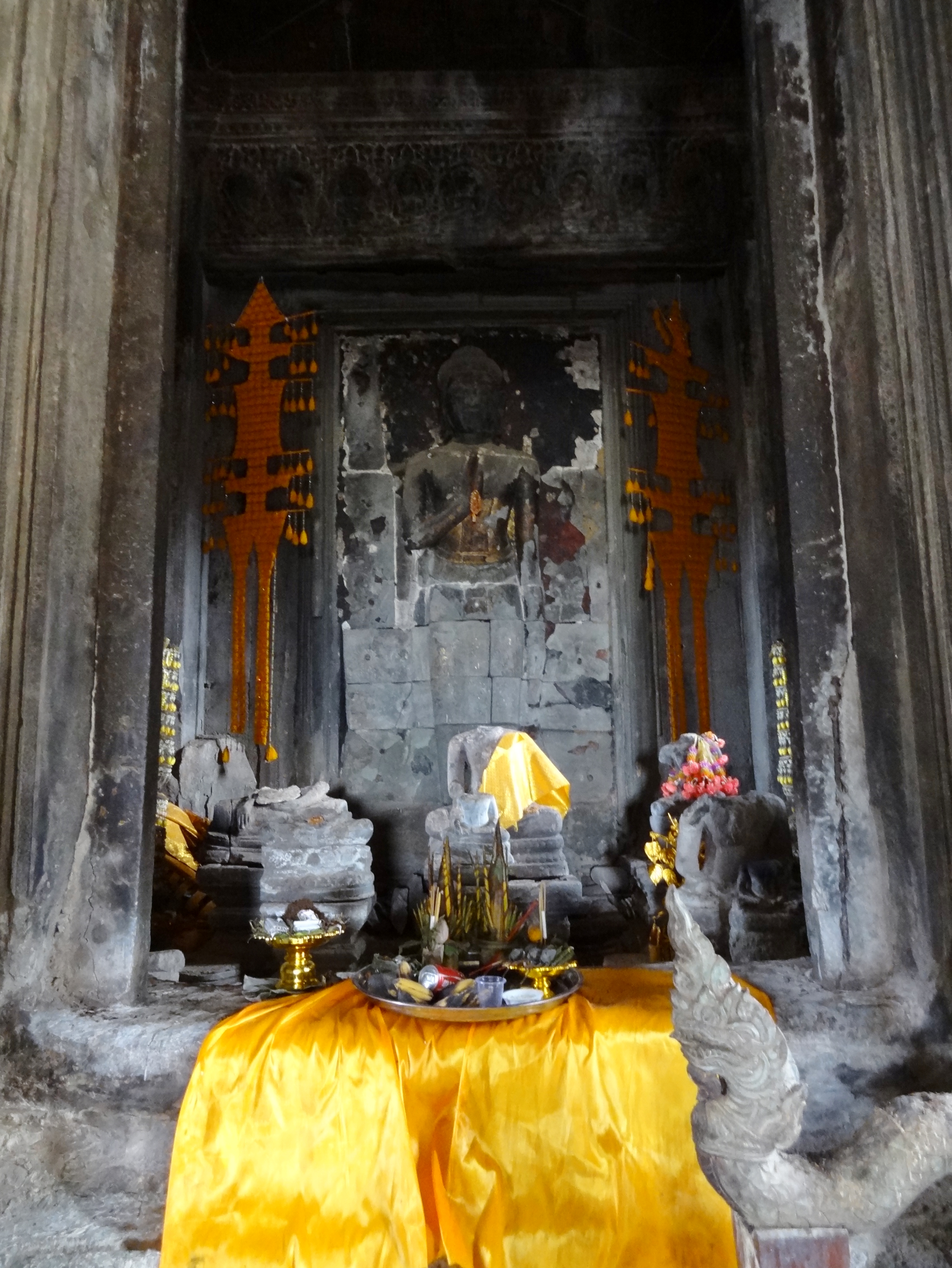

## Архитектура Ангкор-Вата

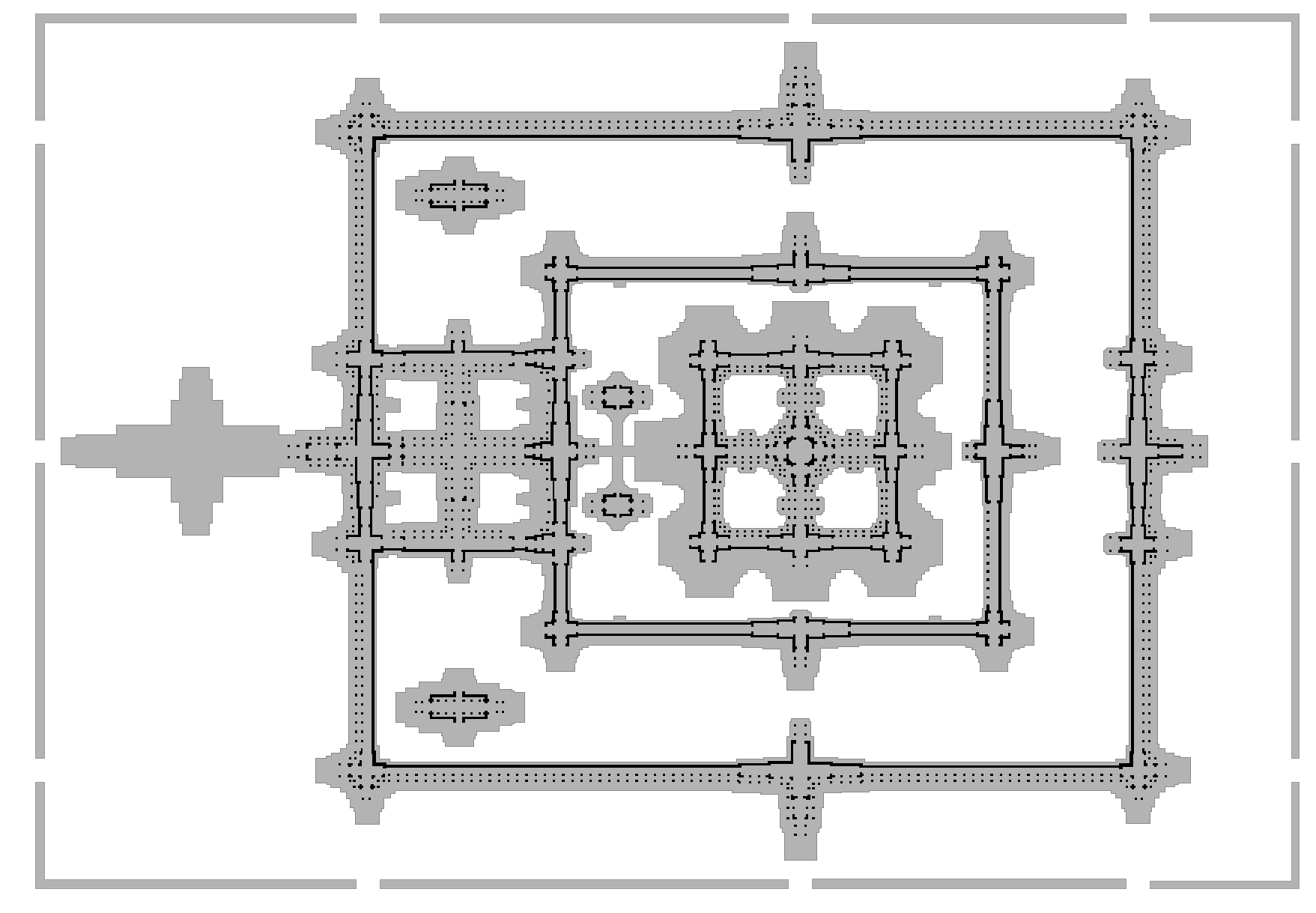
План Ангкор-Вата

Архитектура Ангкор-Вата исторически восходит к юго-восточноазиатскому типу храма-горы (пранг). С точки зрения ансамблевого решения является наиболее полным и усложнённым развитием концепции храма-горы в условиях кхмерской равнины. Архитектурный образ Ангкор-Вата символически воспроизводит индуистскую модель вселенной. Пять центральных башен олицетворяют космическую гору Меру, находящуюся в центре Вселенной. Водоём вокруг олицетворяет первопричинный мировой океан, пахтанье которого, согласно мифу, принесло напиток бессмертия амриту.
Территория Ангкор-Вата представляет собой прямоугольный участок размером около 1500 х 1300 метров, огороженный каменной стеной. Вдоль неё тянутся водные каналы шириной около 200 метров. Храмовый комплекс ориентирован на запад и имеет единственный внешний вход с порталом, расположенный в центре западной стены. Ансамбль главных зданий сдвинут к восточной половине участка. Основным строительным материалом послужил мелкозернистый серый песчаник. От ворот в западной внешней стене к главному входу на внутреннюю храмовую территорию ведёт широкая вымощенная плитами дорога длиной около 220 метров. По обеим сторонам западной дороги к главному входу тянутся скульптурные фигуры змей-нагов, олицетворяющих миф о происхождении королевской династии. Главный вход выполнен в виде анфилады пересекающихся галерей. Комплекс построек за ним зиждется на прямоугольной каменной платформе размером около 1025 х 800 метров, обрамлённой широким бассейном и стеной.
Центральная часть главного храма расположена на трёх связанных между собой мощных террасах (нижняя имеет размеры 197 х 215 метров). Они поднимаются вверх в виде пирамиды с увеличивающейся высотой: их высота составляет, соответственно, 3,5, 7 и 13 метров. Каждая из террас окружена галереей с двускатной кровлей и входом с причудливыми портиками и фронтоном. По углам галерей и в центре ансамбля находятся многоярусные пирамидальной формы башни. Центральная башня-святилище имеет высоту 42 метра и возвышается над уровнем земли на 65 метров. Она предназначалась для хранения (посмертного) изображения дева-раджи (бога-короля). Под ней находится глубокий вертикальный колодец-шахта, где помещались сакральные предметы и, возможно, кремированные останки правителя. Крыши башен и некоторых других построек, по всей видимости, были облицованы золотом.
Применение учёными Сиднейского университета георадара в западной части Ангкор-Вата привело к обнаружению остатков демонтированных строений, прилегающих к западной башне, являющейся главным входом в храмовый комплекс. Находки включают основы шести некогда существовавших башен из латеритных камней. Они были симметрично расположены по отношению к воротам и главному храму Ангкор-Вата. По всей видимости, их окружала прямоугольная латеритная стена, остатки которой сохранились на восточной стороне ворот. Учёные полагают, что помимо шести башен, построенных перед въездом в Ангкор-Ват, существовало ещё три башни, которые были снесены при строительстве главного западного входа. Их конфигурация свидетельствует о том, что до перестройки храмовой территории первоначальный облик комплекса представлял собой кенконс из башен, окружённый ещё четырьмя дополнительными башнями.
Внешний облик ансамбля Ангкор-Вата как целостной структуры поражает чистотой линий и пластическим совершенством. Творение древних кхмеров соединяет в себе гармонию и духовное величие. В соотношениях между горизонтальными размерами фасадов и вертикалями башен, в других параметрах и чередовании эспланад, водоёмов и внутренних дворов присутствует глубокое понимание мастерами Ангкор-Вата закономерностей и динамики ландшафтного и пространственного восприятия архитектурного ансамбля.

Главный храм Ангкор-Вата
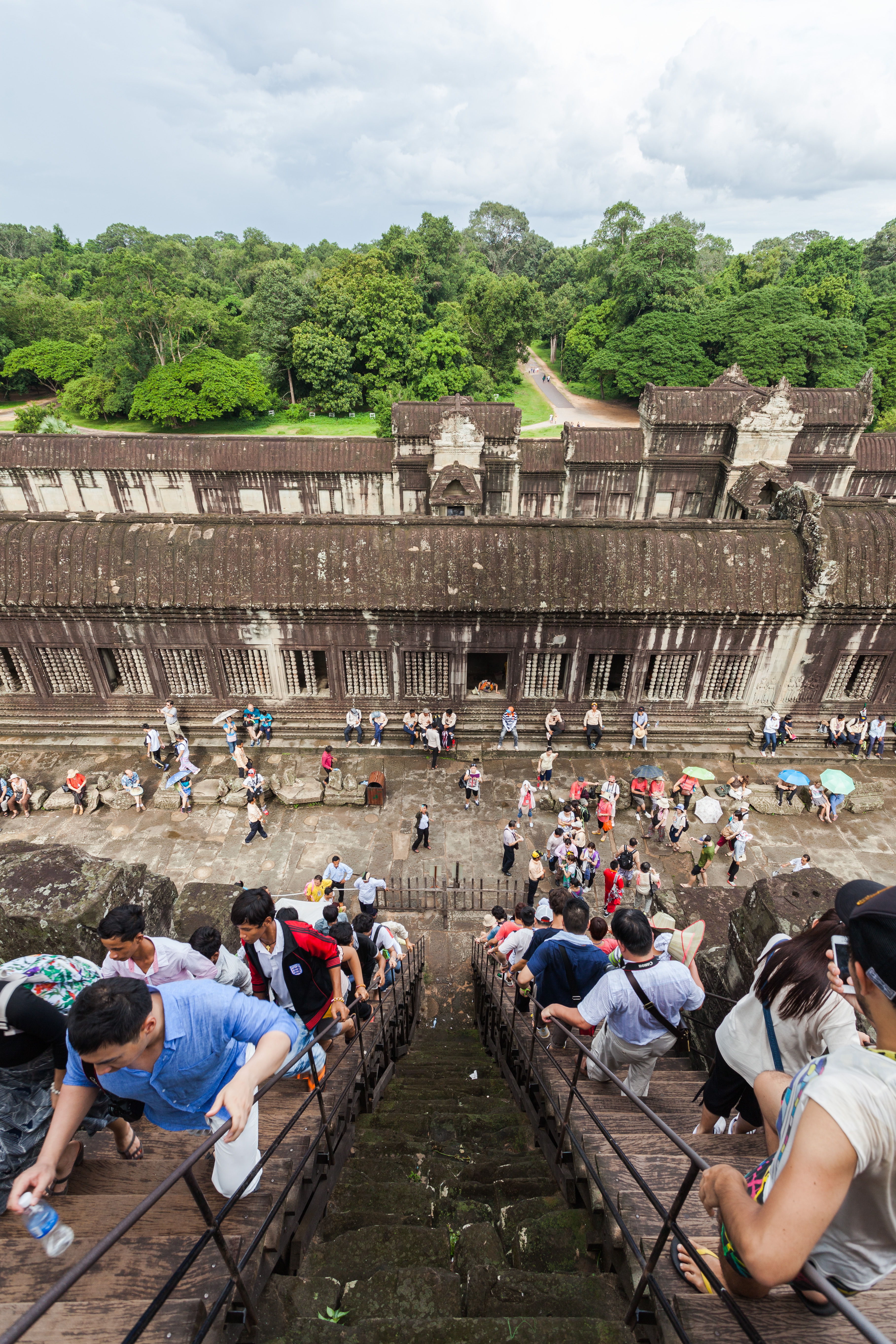
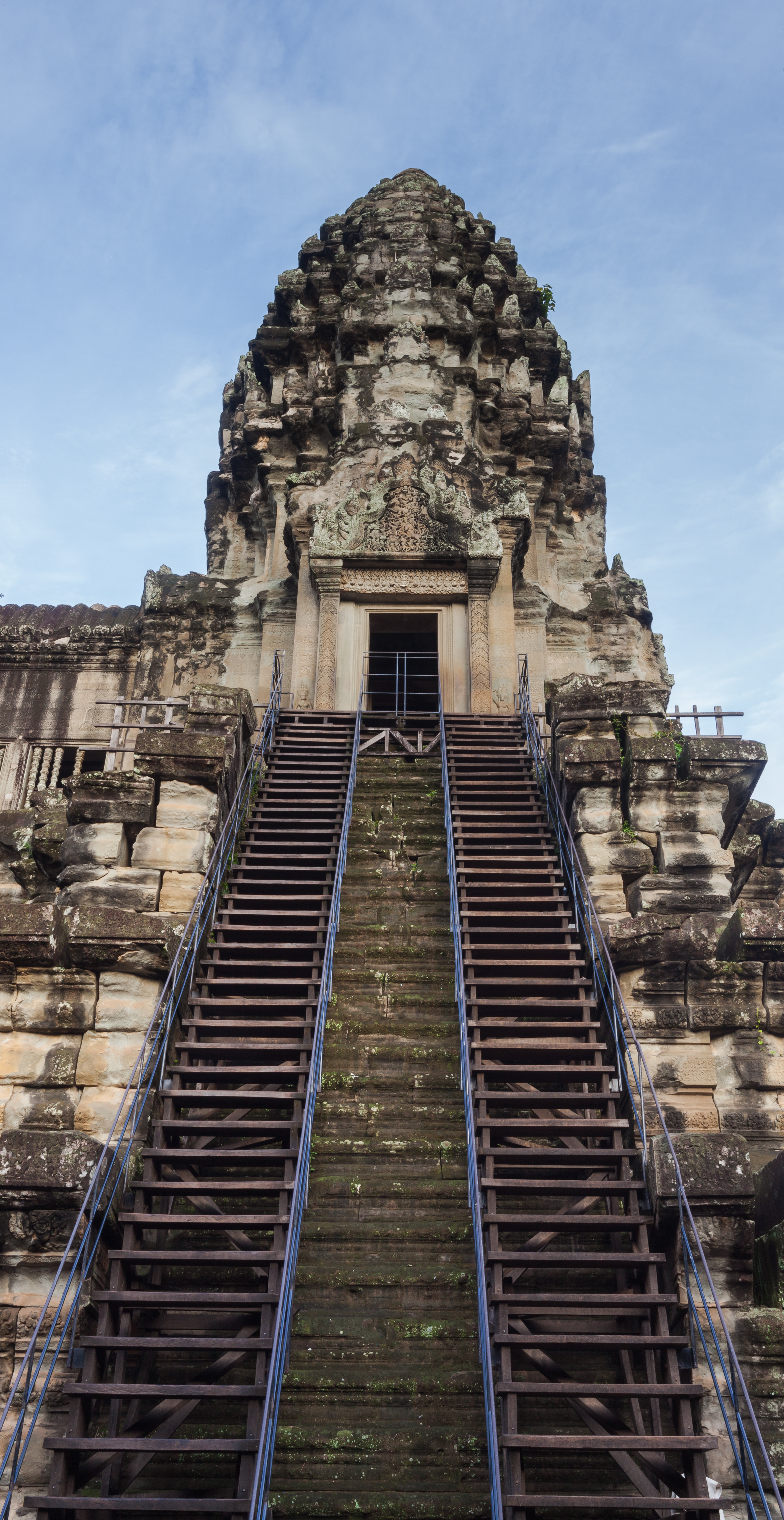
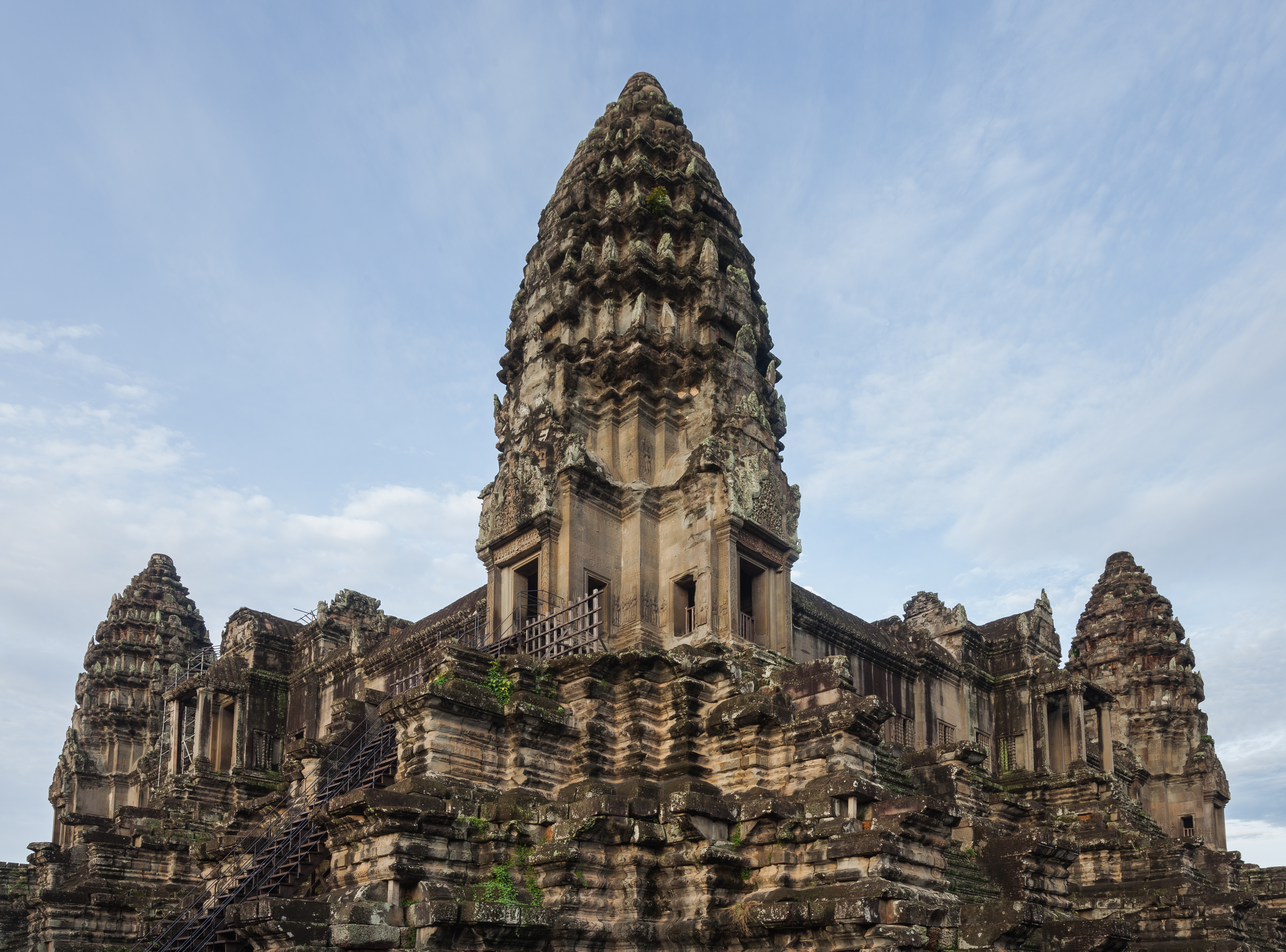

## Окружная стена Ангкор-Вата

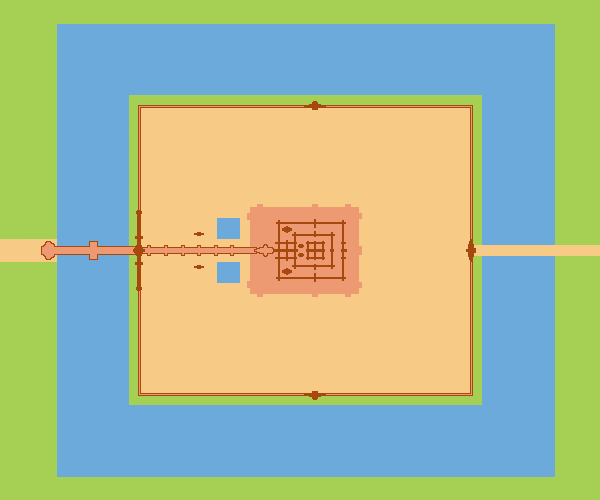
План внешней стены Ангкор-Вата

Внешняя стена размерами 1024 на 802 метра и высотой 4,5 метра окружена каналом шириной 200 метров с прибрежной тридцатиметровой полосой открытой земли. Проход к храму осуществляется по земляной насыпи с востока, а с запада — по гребню насыпной дамбы из песчаника. Вход с запада является в настоящее время является главным входом, однако в прошлом, возможно, здесь располагался деревянный мост. Каждой из сторон света соответствует своя надвратная башня, служащая входом в храмовый комплекс. Западная башня является самой большой: она состоит из трёх, ныне разрушенных, башен. Морис Глейз, хранитель Ангкор-Вата в 1937—1945 годах, отмечает, что главная надвратная башня одновременно и скрывает комплекс от входящего и вторит ему, являясь его подобием. Под южной башней расположена статуя Вишну, известная как Та Рич (Ta Reach), которая по поверью местного населения располагалась в центральной части храма. Башни соединены галереями, которые имеют сплошную стену с внутренней стороны и квадратные колонны с наружной. Галереи достаточно велики, чтобы пропустить слонов — входы башен часто называют «слоновьими воротами». Потолок между колонн украшен розетками в виде цветка лотоса, западный фасад стены декорирован танцующими фигурами, а восточный — окнами в виде балюстрады, фигурами мужчин, танцующих на спинах скачущих животных, и деватами, среди которых есть один, единственный во всём храме, оскаливший зубы.
Окружная стена замыкает пространство в 820 тысяч м2, которое помимо главного храма изначально было занято служебными и жилыми постройками, а также к северу от храма, королевским дворцом. Как и остальные мирские здания Ангкора, сооружения были построены из недолговечных материалов и от них ничего не сохранилось, за исключением контуров некоторых улиц. Большая часть пространства в пределах внешней стены в настоящее время покрыта джунглями. Западную башню соединяет с храмом трёхсотпятидесяметровая каменная дорога (платформа) с балюстрадой в виде фигур Наги. Дорога имеет шесть входов в город с каждой стороны. С обеих сторон дороги расположены также так называемые «библиотеки», находящиеся напротив третьих по счёту лестничных сходов, считая от главного храма. Между библиотеками и храмом устроены пруды, которые были добавлены позднее, как и крестообразная терраса, охраняемая фигурами львов, соединяющая каменную дорогу с ядром комплекса.
Ангкор-Ват XII и XIII веков известен, прежде всего, как религиозный центр. Судьба комплекса позднего периода, как правило, вызывает меньший интерес. Следы модификаций окружной стены содержат ключ к пониманию его дальнейшей роли. С IX по XV век Ангкор находился в центре кхмерской империи. Однако в последующем он оказался на периферии государства. К тому времени тайское королевство Аютия значительно расширило своё влияние и заняло часть бывшей территории Ангкора. Ангкор-Ват стал первым и единственным известным примером ангкорского храма, который подвергся перестройке в оборонительных целях. В каменной кладке окружной стены были проделаны круглые отверстия, а также заделаны проёмы рухнувших стен и произведены некоторые другие структурные изменения. К окружной стене с внутренней стороны были пристроены деревянные конструкции. На них должны были находиться воины — это было аналогом боевого хода или настенной галереи в средневековых замках. Об реконструкции нет упоминания ни в каменных надписях, ни в хрониках. Археологические исследования, проведённые Сиднейским университетом в 2010-х годах, свидетельствуют о том, что перестройка Ангкор-Вата произошла либо между 1297 и 1585 годами во время оборонительных работ, либо между 1585 и 1630 годами. По всей видимости, она представляла собой последнюю попытку защитить Ангкор от средневекового Таиланда. Таким образом, к концу ангкорского периода храмовый комплекс превратился в фортификационное сооружение.

## Рельефы Ангкор-Вата
У древних кхмеров рельефу отдавалось предпочтение в сравнении с другими видами декоративной техники. Храмы с глубокой древности имели сложное скульптурное оформление. Шедеврами храмового искусства считаются рельефы ранних храмов: Бантеайсрей (967 год), Бапуон (около 1060 года), Байон (строительство с XII по начало XIII веков). Ангкор-Ват посвящён Вишну и обожествлению Сурьявармана II. Подтверждением тому служат сюжеты настенных барельефов Ангкор-Вата. Аватарам Вишну, Раме и Кришне, посвящены сцены из древнеиндийских эпосов «Рамаяна», «Махабхарата», «Хариванша». Кроме того, стены храма рассказывают о подвигах Сурьявармана II. В изобразительном искусстве Юго-Восточной Азии сложно найти другие примеры столь величественной передачи героических сюжетов.
Схема расположения рельефов
| Северо-западный угловой павильон                          | Северная галерея, западная сторона: «Битва дэвов и асуров»                | Северная башня    | Северная галерея, восточная сторона: «Победа Кришны над асурой Бана» | Северо-восточный угловой павильон                               |
| Западная галерея, северная сторона: «Битва Рамы на Ланке» |                                                                           |                   |                                                                      | Восточная галерея, северная сторона: «Победа Вишну над асурами» |
| Западная башня                                            |                                                                           | Главное святилище |                                                                      | Восточная башня                                                 |
| Западная галерея, южная сторона: «Битва на Курукшетре»    |                                                                           |                   |                                                                      | Восточная галерея, южная сторона: «Пахтанье молочного океана».  |
| Юго-западный угловой павильон                             | Южная галерея, западная сторона: церемониальная процессия Сурьявармана II | Южная башня       | Южная галерея, восточная сторона: «Суд Ямы» («Ад»).                  | Юго-восточный угловой павильон                                  |

Панно «Битва дэвов и асуров» (северная галерея, западная сторона)
|  |  |  |  |  |  |  |  |  |
|  |  |  |  |  |  |  |  |  |

Рассказ о подвигах Сурьявармана II требовал от древних мастеров создания идеального образа правителя. Кроме того, образ Сурьявармана II отражает характерные черты его эпохи и передаёт атмосферу древней цивилизации. Благодаря охвату событий, умению раскрыть сложные сюжеты, древним мастерам удалось раскрыть в каждом рельефе свою историю. Рельефы по стенам внешних галерей созданы как непрерывная череда событий. Повествовательная последовательность является отличительной чертой художественного оформления Ангкор-Вата. Тематические панно выглядят грандиозно: их длина достигает 800 метров, а суммарная площадь — 1400 м2.
Панно «Битва на Курукшетре» (западная галерея, южная сторона)
|  |  |  |  |  |  |  |
|  |  |  |  |  |  |  |

Декор Ангкор-Вата состоит из рельефов, разнообразных по рисунки и степени их выпуклости. Рельефы могут быть как гигантскими, так и почти плоскими, похожими на тиснение на коже. Ещё одним отличием рельефов Ангкор-Вата является мастерство изображения массовых сцен. Подобного не встретишь ни в искусстве Древней Индии, ни у других культур Юго-Восточной Азии. Частично к рельефам Ангкор-Вата приближаются гигантские наскальные рельефы со сценами покаяния Арджуны и «Низвержение Ганги на землю» в Махабалипураме.
Всего в Ангкор-Вате насчитывается восемь тематических композиций. Рельефные панно расположены в определённой последовательности. К ним относятся эпизод из «Махабхараты», так называемая «Историческая галерея», изображение небесного и низшего мира, история из «Рамаяны», «Пахтанье Молочного океана», сюжет из «Хариванша», битва богов и демонов. В целом, композиции отражают мифы о создании Вселенной, истории богов и батальные сцены. Последние призваны отождествить военные подвиги короля с божественными деяниями Вишну.
Панно «Победа Вишну над асурами» (восточная галерея, северная сторона)
|  |  |  |
|  |  |  |

Отличительной особенностью рельефов Ангкор-Вата является их огромная протяжённость. Композиции рассчитаны на то, что зритель увидит их с близкого расстояния. Этот объясняет выбор мастерами техники низкого рельефа. Художники понимали, что их произведение увидят в движении. Как следствие, их выбором стало выделение трёх уровней панно, расположенных горизонтально. Нижний край горизонтального ряда посвящён второстепенным персонажам. Он играет роль декоративного фриза. Средний уровень посвящён главному сюжету и его героям. Верхний край заполняют образы жителей небесного мира — апсар. Мастера использовали сложные решения, включая пространственное наслоение и масштабирование фигур в зависимости от их семантической значимости. Кроме того, мастера старались расположить фигуры так, чтобы создать иллюзию перспективы и глубины. Мастера располагали фигуры на плоскости, чередовали эффекты напряжения, растяжения и пересечения друг с другом.
Панно «Битва Рамы на Ланке» (западная галерея, северная сторона)
|  |  |  |  |  |  |  |
|  |  |  |  |  |  |  |

## Орнаменты Ангкор-Вата
Ангкор-Ват богато украшен узорными орнаментами. К распространённым относятся популярные в кхмерской традиции растительные узоры. Меньшее распространение имеют геометрические узоры. Простые орнаменты встречаются в форме вспомогательных элементов, таких как узорные решётки и рамы. Ещё одной отличительной чертой Ангкор-Вата является сочетание антропоморфных и зооморфных узоров, рождающих причудливые формы каменных рисунков.
В декоративном оформлении кхмеры заимствовали у мастеров Древней Индии почитание деревьев. В Ангкор-Вате деревья детально изображены, что отражает особое к ним отношение. Сами рисунки обладают повторяющимися элементами, они ритмично чередуются и имеют симметрию. Среди растительных рисунков предпочтение отдавалось изображениям лотоса. Можно выделить их несколько разновидностей, включая побеги лотоса, завитки стебля, цветочные бутоны и розетки. Примечательно, что каждое изображение имеет свою логику и находится в определённом месте. В частности, наружная поверхность колонн украшена розетками в виде открытого цветка лотоса, а также бутонами и завитками стебля. Боковые и задние поверхности колонн декорировались изображениями раскрывшегося лотоса, находящегося в круге. Наконец, цветочные розетки украшают плафоны и несущие балки.
Мастерство художников проявилось в создании сложных орнаментальных композиций. В них переплетаются фантастические растения, плотно покрывающие поверхность стен. Переплетение и чередование линий создают оригинальный, неповторимый узор. Сложные орнаменты чередуются с простыми, а применение типовых рисунков делает общую композицию гармоничной и уравновешенной.
Пример сочетания растительного и геометрического рисунка встречается в скульптурах ездовой птицы Гаруды и змей-нагов. В них объединены пластические и узорные декоративные формы. Кроме того, в Ангкор-Вате можно найти стилизованные человеческие образы. Например, рисунки божеств, молящихся аскетов и танцующих апсар. Некоторые орнаменты представляют собой геометрические композиции животных и растений. В храмовом комплексе встречаются и другие рисунки, в которых проглядывают образы людей, птиц, лошадей, львов и обезьян.

Декоративное искусство Ангкор-Вата
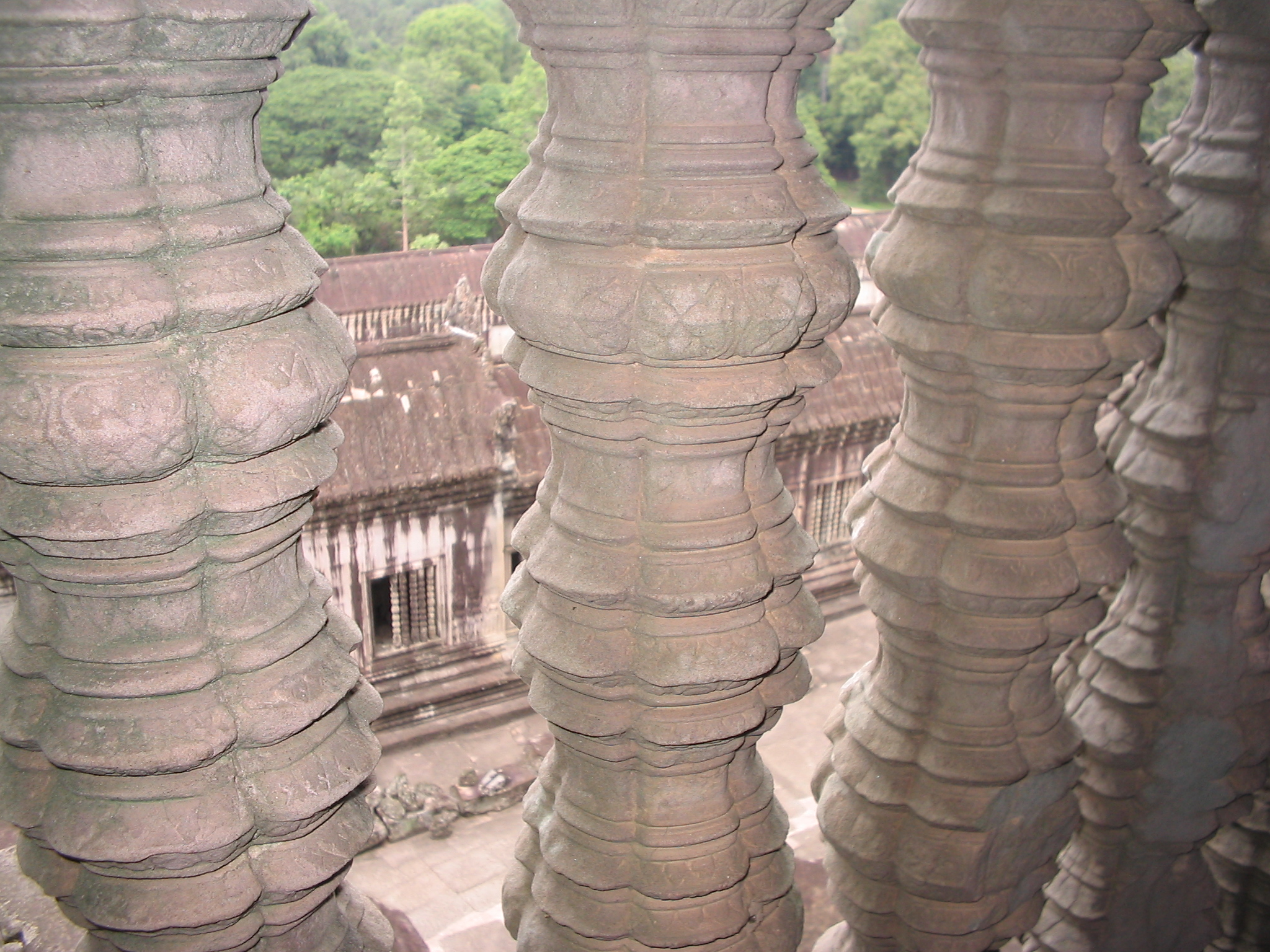
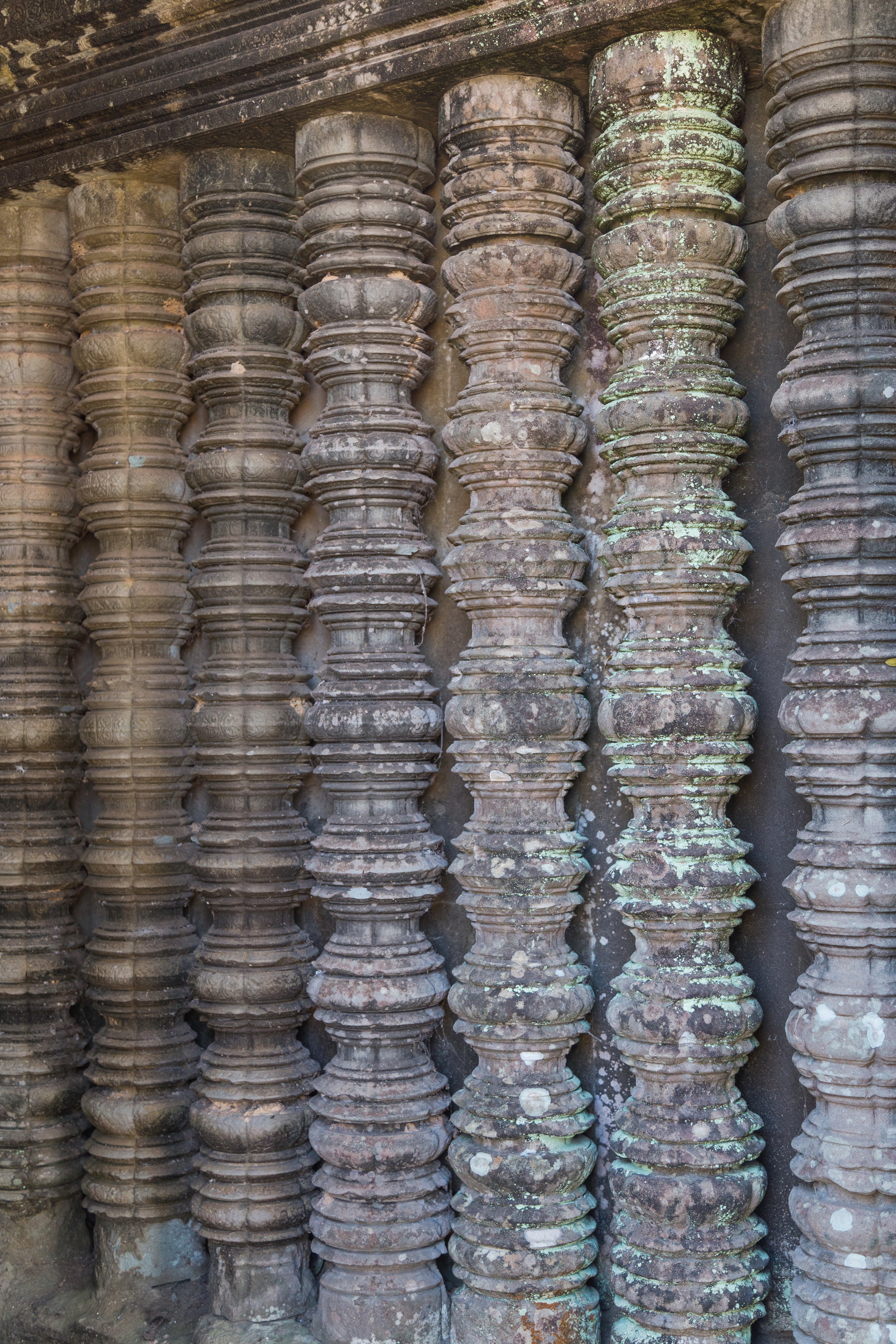
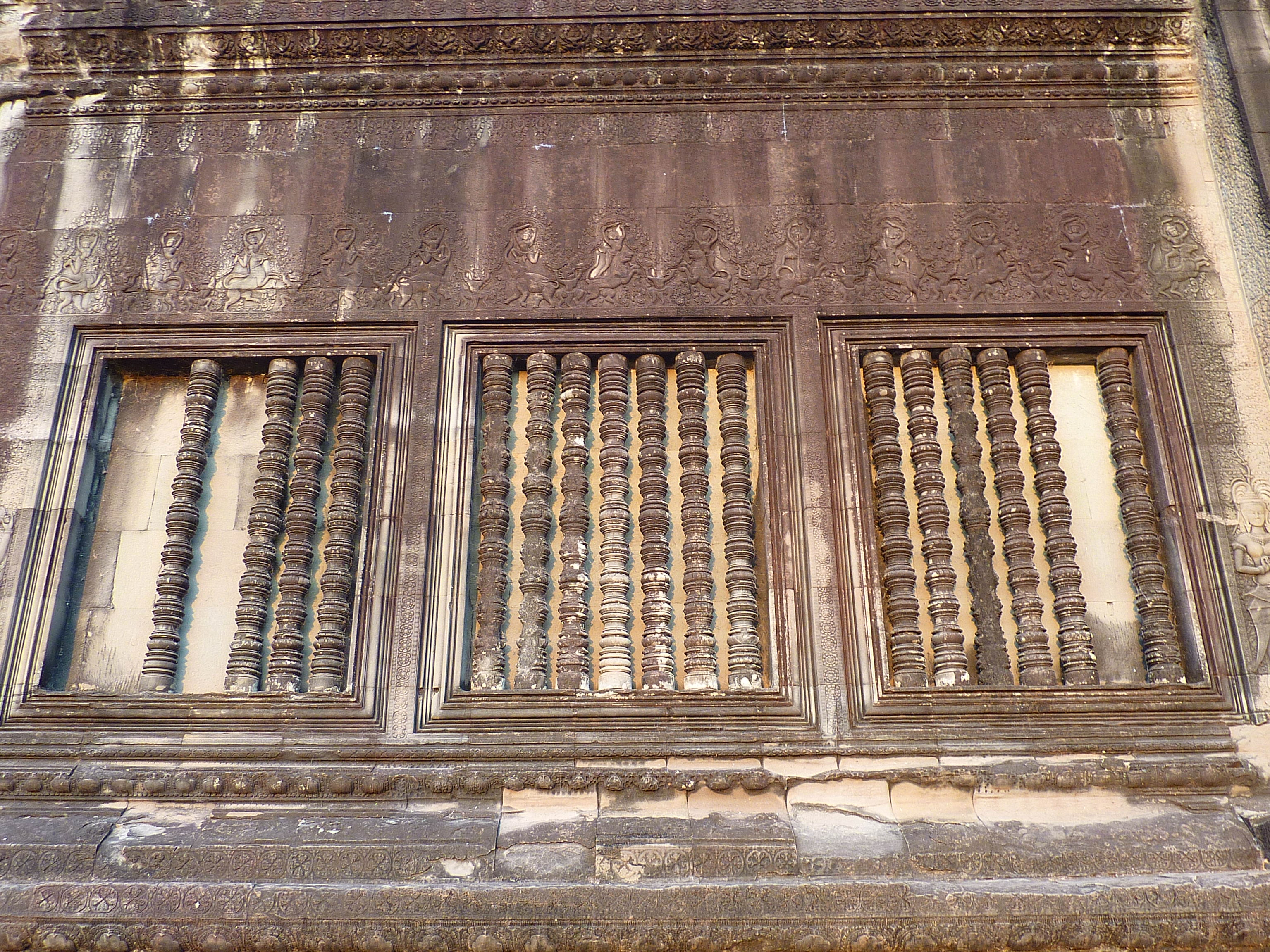
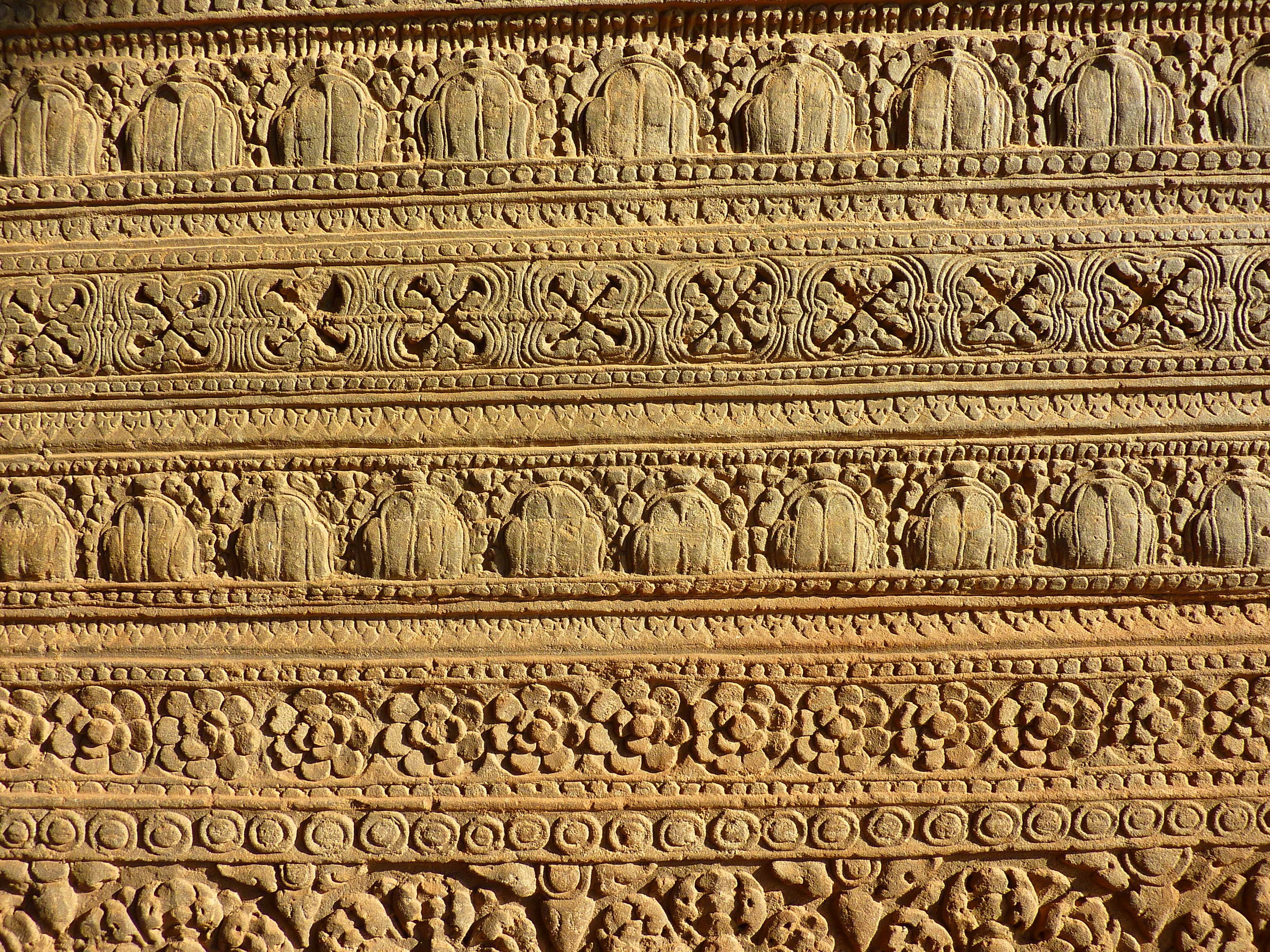
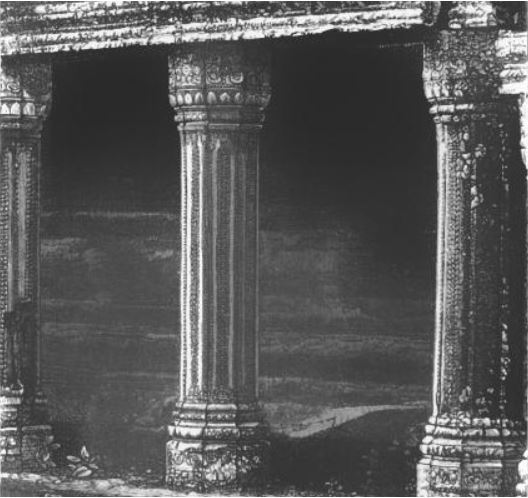
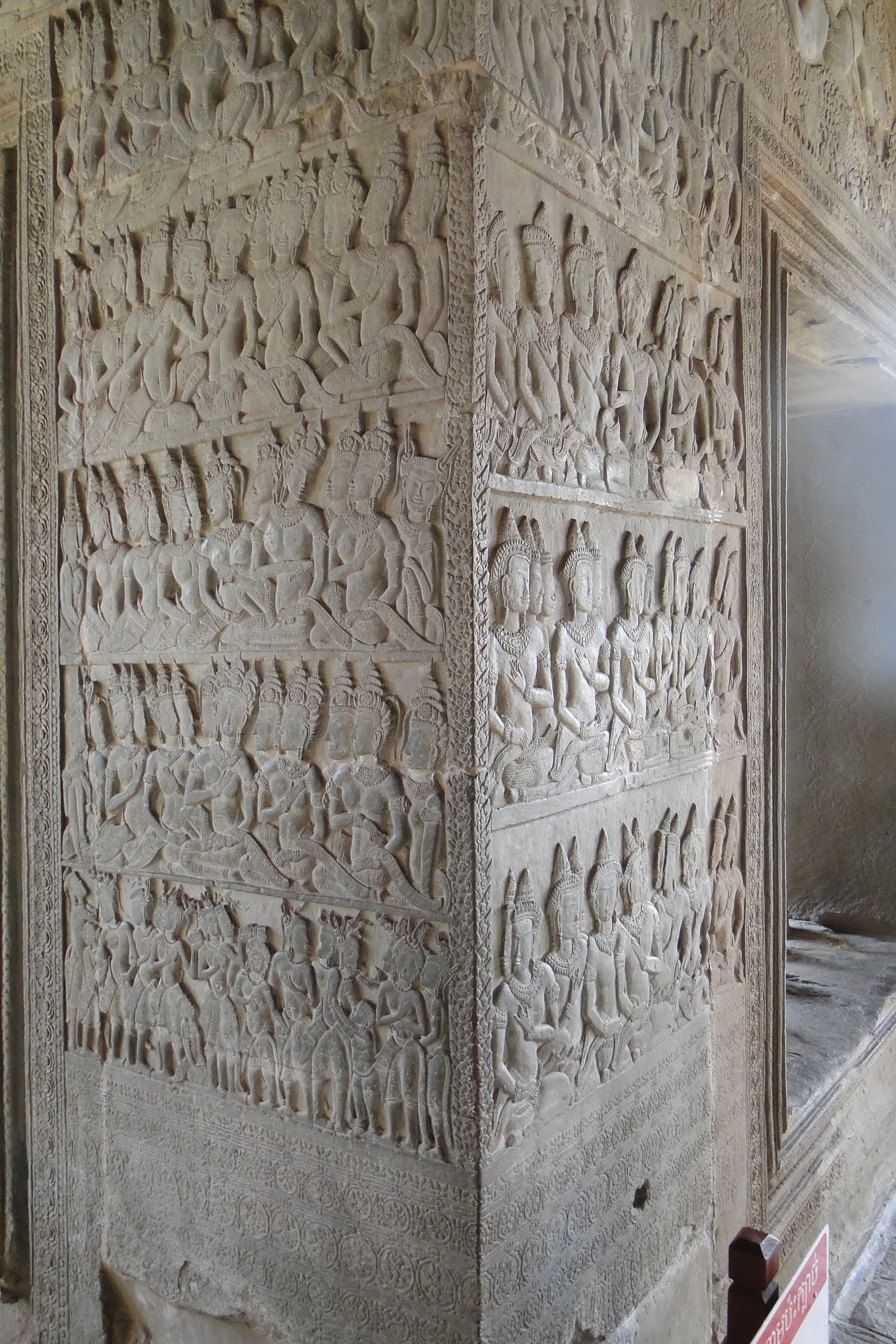

## Скрытые рисунки Ангкор-Вата
С середины XV века вплоть до XVIII века Ангкор-Ват превратился в буддийскую святыню. После частичного восстановления комплекса королём Анг Чаном (1516—66) Ангкор-Ват стал местом паломничества буддистов, известным далеко за пределами Камбоджи. Буддийская трансформация оставила свой художественный след во внешнем облике Ангкор-Вата. В 2010-х гг. учёными Австралийского национального университета и агентства APSARA было обнаружено около 200 настенных рисунков пост-ангкорского периода. При нормальном освещении большинство рисунков не видны человеческим глазом. Их наличие было подтверждено благодаря цифровой обработке изображений. Рисунки представляют собой цветные изображения лодок, зданий, музыкальных инструментов и животных.
На некоторых рисунках узнаются божества и мифологические фигуры. Рисунки в пределах второй и третьей стены представляют собой изображения апсар (небесных нимф). Их фигуры грубо нарисованы в нескольких стилях, и их случайное распределение по комплексу может указывать на то, что они являются делом рук посетителей. По пути в главный храм в входных комнатах на многих рельефах апсары окаймлены красным пигментом. это считается признаком того, что фигуры были единовременно нарисованы по общему замыслу. Среди рисунков выделяется одна неапсарская фигура — изображение Ханумана, бога обезьян и спутника Рамы, популярного в иконографии Юго-Восточной Азии.
Многие из рисунков, возможно, являются актами средневекового вандализма, могли быть оставлены паломниками и посетителями Ангкора после его запустения в 1431 году. Однако некоторое число рисунков, расположенных в самой верхней части святилища храма, по всей видимости, были частью реставрационных работ короля Анг Чана. Схожие иконографические росписи обнаруживаются в буддийских храмах по всей материковой части Юго-Восточной Азии. Аналогичные храмовые фрески известны в Пагане (Мьянма) и Аюттхае (Таиланд). Считается, что большинство рисунков было сделано, когда буддизм традиции тхеравада стал доминирующей религией. Рисунки в Ангкор-Вате, таким образом, представляют собой редкий образец живописи среднего периода и один из самых ранних примеров храмовых фресок в пост-ангкорской Камбодже.
| №    | Расположение                                         | Видимость | Описание |
| ---- | ---------------------------------------------------- | --------- | --- |
| AW01 | первый корпус, южная входная комната                 | плохая    | хорошо декорированная комната с множеством различных рисунков, включая животных, музыкальные инструменты и сцены; некоторое количество чёрных рисунков                                         |
| AW02 | первый корпус, восточная входная комната             | плохая    | поблекшие рисунки, на некоторых просматриваются изображения лодок |
| AW03 | второй корпус, западная стена                        | плохая    | слоны, львы, чёрно-красные картины, антропоморфные линейные фигуры, абстрактные линейные рисунки, признаки вандализма, надписи, архитектура, отпечатки ладоней, небесные танцовщицы (божества) |
| AW04 | второй корпус, северная стена, северо-западная часть | плохая    | различные типы лодок и архитектура |
| AW05 | третий корпус, южный вход                            | плохая    | архитектура |
| AW06 | третий корпус, восточный вход                        | различная | большая надпись и хорошо видный, окрашенный в красный цвет рисунок, который может быть изображением лежащего божества или горы; рисунки включают изображения божеств                           |
| AW07 | третий корпус, северо-восточная комната              | плохая    | надписи |
| AW08 | третий корпус, северная входная комната              | плохая    | лодки и архитектура |
| AW09 | четвёртый корпус (внешняя стена), западная стена     | хорошая   | преимущественно, лодки |

## Строительные технологии

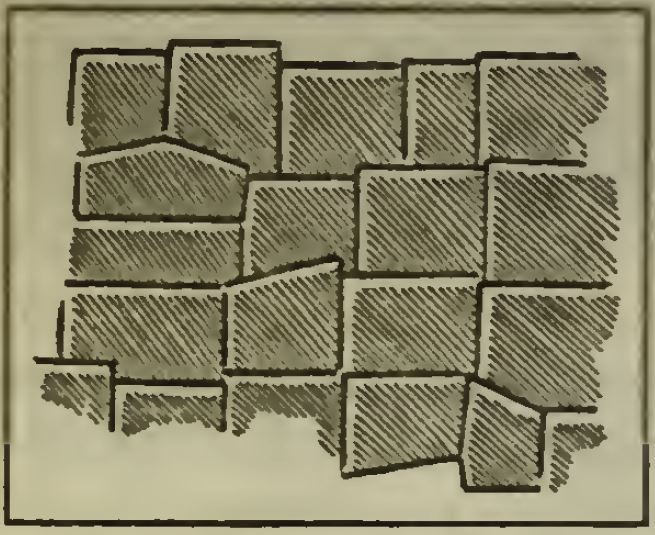
Карандашная зарисовка каменной кладки в Ангкор-Вате, 1912 год

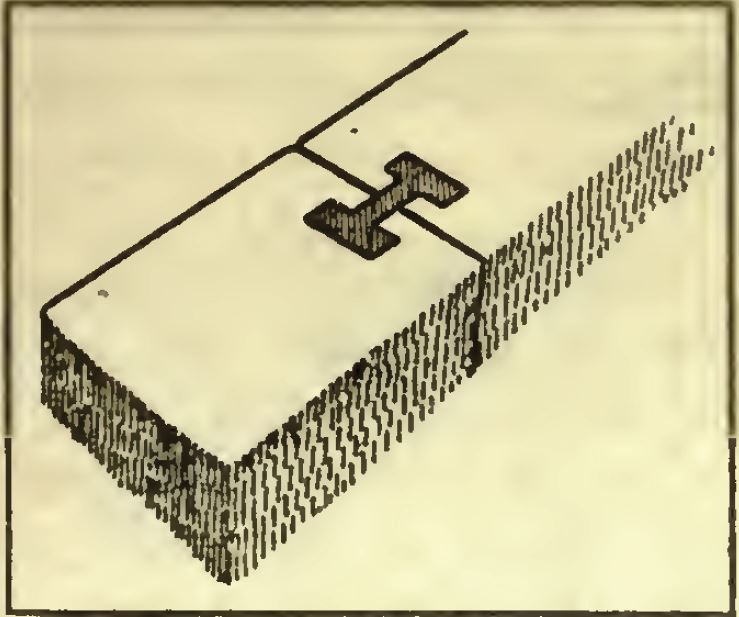
Карандашная зарисовка креплений каменных блоков в Ангкор-Вате, 1912 год

Камни, из которых сложено сооружение, выглядят полированными. Кладка осуществлялась без раствора, при этом камни настолько плотно пригнаны друг к другу, что швы между ними иногда невозможно отыскать. Каменные блоки иногда не имеют соединений и удерживаются только под тяжестью собственного веса. В некоторых случаях используется соединение на шип, а также «ласточкин хвост». Предположительно, камни устанавливались на место с использованием силы слонов, которые служили подъёмной силой в блочном механизме с использованием канатов из койра. Анри Муо в своих заметках отмечал, что большая часть камней имеют отверстия диаметром 2,5 см и глубиной 3 см, и чем больше каменный блок, тем больше в нём отверстий. Точное назначение отверстий неизвестно, однако некоторые исследователи предполагают, что они предназначались для соединения камней друг с другом с помощью металлических стержней, другие выдвигают гипотезу, что в отверстия вставлялись временные нагели, которые служили для облегчения управлением перемещения камня во время монтажа. В некоторых стенах Ангкор-Вата находятся отверстия, что может свидетельствовать об украшении стен металлическими (бронзовыми) листами. Металл сиял в лучах Солнца, однако он же был целью грабителей и вандалов.
Для строительства комплекса использовано огромное количество песчаника, сопоставимое с объёмом, ушедшим на строительство пирамиды Хефрена в Древнем Египте (более 5 миллионов тонн). Спустя столетия после строительства Ангкор-Вата японские археологи из Университета Васэда (Токио) обнаружили следы ряда рукотворных водных каналов, которые были задействованы в строительстве комплекса. Предположительно пять миллионов тонн песчаника, служившего для строительства храмов, были транспортированы к месту постройки водным путём. Каждый из блоков песчаника весит до 1,5 тонн и добывался в карьерах на горном плато Кулен. В 2012 году археологами были обнаружены остатки каналов от подножия Кулен к Ангкору протяжённостью 34 километра. У плато Кулен и вдоль водного маршрута было найдено более 50 каменных карьеров, материалы которых совпадают с камнем, из которых состоит храм.

## Древние жители Ангкор-Вата

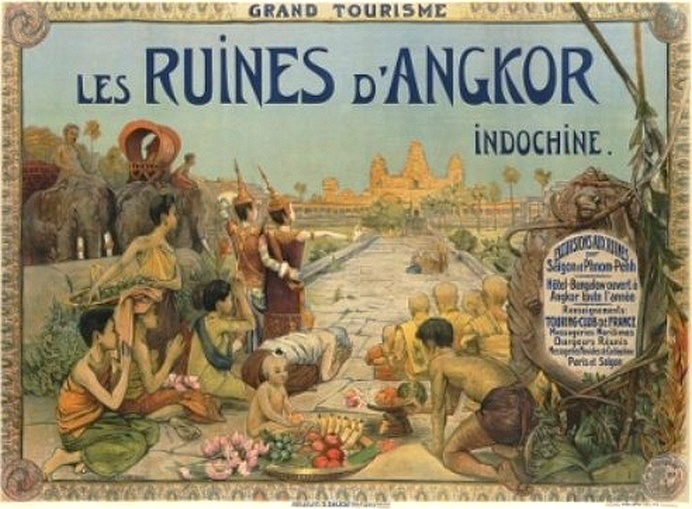
Туристическая открытка: руины Ангкора, Индокитай. Париж, 1911 год

Совместные исследования учёных из Университета Гавайев, Университета Иллинойса, Французской Школы Дальнего Востока и агентства APSARA, проведённые между 2010 и 2013 годами, позволили описать жилые области Ангкор-Вата, расположенные в пределах его внешней стены. Всё пространство внутри стены представляло собой ортогональную сетку. Каждая её клетка представляла собой «блок», формируемый насыпями и впадинами. Исключение составляет территория от главной западной башни до главного храма. На насыпях, по всей видимости, когда-то находились строения, в то время как впадины некогда были прудами. Таким образом, околохрамовая область представляло собой сетку из строений и прудов. Вся территория могла включать 283 строения и 250—300 прудов.
Признаки жилого заселения Ангкор-Вата датируются VI веком, то есть задолго до официального основания Ангкора и строительства самого Ангкор-Вата в 1100-х годах. Другими словами, местность была обитаемой уже в течение нескольких веков. Раскопки показали, что на околохрамовой территории располагались лёгкие жилые строения. Учёные не обнаружили свидетельств исключительной элитной застройки храмового корпуса. Это означает, что вокруг Ангкор-Вата не проживали ни члены королевской семьи, ни брахманы. Напротив, основными жителями являлись служащие храма со скромным материальным достатком. Они занимали относительно небольшие и недолговечные строения в непосредственной близости от храма. Планировка околохрамовой территории, её система прудов и домов, не является оригинальной. Она сложилась в результате долгосрочной жилой застройки, первоначальная структура которой восходит к VI—VIII векам. Окончательная жилая структура сформировалась уже в XI—XII веках.
В Ангкор-Вате проводились ежедневные религиозные ритуалы, коллективные и индивидуальные, посвящённые Вишну. В них участвовали брахманы и их помощники, паломники, аскеты и верующие. Для проведения пуджи, храмовых церемоний, праздников и других мероприятий требовался значительный обслуживающий персонал. Помимо священников, музыкантов, танцовщиц, певцов и охранников к ним относились садоводы для создания гирлянд, молочники для приготовления масла, счетоводы для ведения расходов на церемонии, а также повара, портные, плотники, ткачи, мойщики, каменщики, архитекторы, — словом, все те, кто поддерживал храмовую инфраструктуру.

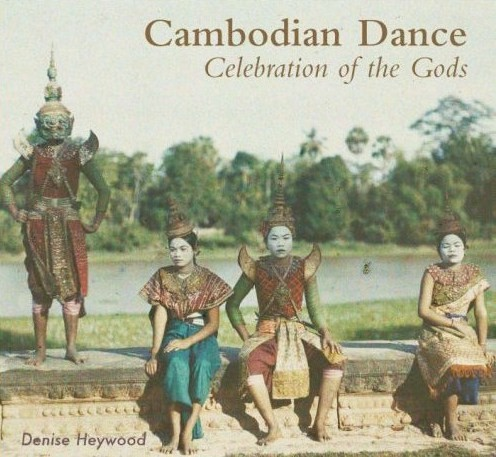
Фотография театральной труппы на берегу пруда в Ангкор-Вате. Французский Индокитай, между 1918 и 1921 годами

Археологические раскопки позволили выявить три волны заселения Ангкор-Вата до XVI века, когда кхмерская королевская власть предпринимала усилия по восстановлению былого величия храма. Первой волной были поселенцы VI века, которые, по всей видимости, заложили священное место. Вторая волна массового заселения продолжалась в течение всего срока правления Сурьявармана II. Наконец, новые поселенцы прибывали после завершения ангкорского периода после XV века, однако численность их была незначительной.
В большинстве насыпей-курганов околохрамовой территории обнаружены археологические свидетельства жилой деятельности, такой как приготовление пищи и строительство домов. Извлечённые материалы содержат, в основном, керамику, включая глиняную и китайскую посуду. Китайская утварь датируется периодом между правлением северной династии Сун (960—1279) и династии Мин (1368—1644). Известно, что некоторые китайские центры, такие как Гуандун, производили товары для внешней торговли, и их обнаруживают по всему кхмерскому королевству. В Ангкор-Вате найдены китайские чаши, коробки и шаровидные вазы низкого качества, что говорит об интенсивной торговле с северным соседом.
На пике численности населения в Ангкор-Вате могло проживать от 3000 до 4300 жителей. В керамических ансамблях из разных насыпей-курганов не найдено значительных различий, что говорит об отсутствии социального расслоения. Иными словами, околохрамовую территорию занимал обслуживающий персонал. Возможно, что в лёгких жилых строениях располагались как постоянные, так и временные служащие. Последние работали «вахтовым методом»: переезжали сюда каждый месяц на две недели, что было характерно для древней Камбоджи.

## Водный кризис и упадок Ангкора

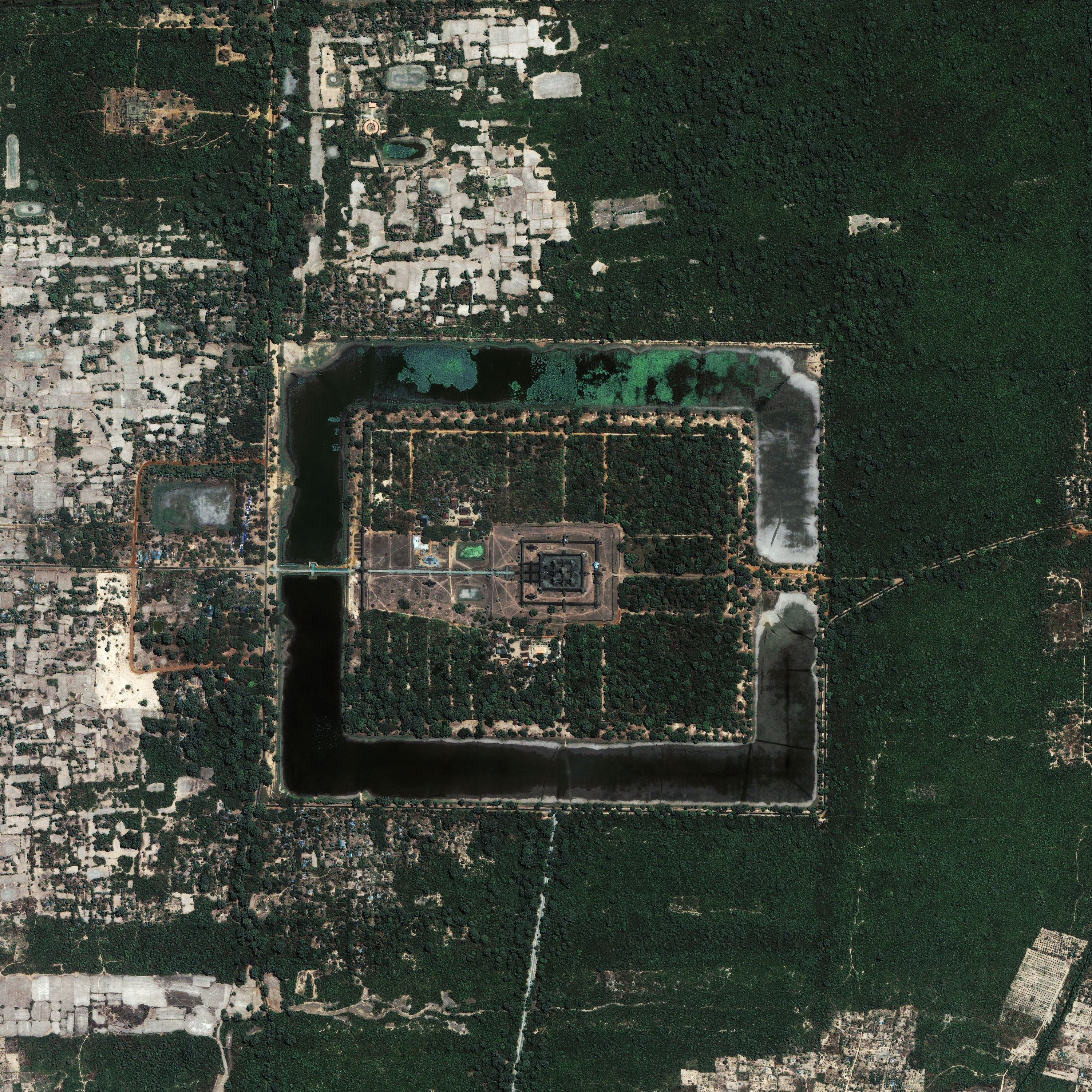
Съёмка NASA Ангкор-Вата из космоса

Густые джунгли, покрывавшие большую часть заброшенного города, не позволяли первым европейским исследователям составить карту Ангкора. Только в конце 1930-х годов учёные Французской Школы Дальнего Востока Жорж Труве и Анри Маршаль смогли нарисовать карты центральной части Ангкора. Карты открыли удивительную систему каналов, насыпей, дамб, рвов, водохранилищ и прудов. Искусственная водная система служила для аккумуляции, хранения и распределения воды на гигантской территории Ангкора. Кроме того, водная система Ангкора являлась частью сложной сети сельскохозяйственного орошения. Рукотворная система Ангкора являлась источником процветания и расширения города. Однако именно она послужила причиной его упадка и последующего разрушения. Применение методов дистанционного зондирования позволило учёным получить полную карту местности. Сеть управления водными ресурсами Ангкора охватывала территорию от 900 до 1000 км2. Размеры контролируемой территории свидетельствуют о том, что Ангкор был крупнейшим доиндустриальным поселением на Земле. По сути он объединял в себе управление водными ресурсами, административный и религиозный центр.
По мере разрастания города жители предпочитали не обновлять старую инфраструктуру управления водными ресурсами, а её расширять, одновременно усложняя систему управления потоками. К концу XI века все местные реки были отведены каналами для питания рисовых полей. Ангкор достиг максимальной пропускной способности своей водной инфраструктуры. Её дальнейшее развитие было невозможным и город начал страдать от дефектов сложной планировки. Даже относительно небольшие изменения водных потоков, такие как влажный год или переполнение одного из ключевых каналов, могло вызвать сбой в работе всей водной системы. Аккумуляция воды в искусственных образованиях вела к осадку ила и образованию глины, а также неравномерному распределению питательных веществ. Длительные периоды застоя воды в водоёмах вели к исчезновению питательных веществ. В одних каналах, расположенных «вверх по течению», происходило наращивание слоя ила, в то время как «вниз по течению» запасы питательных веществ истощались. Кроме того, осушение отдельных территорий в результате сбоев в системе орошения привело к окислению почвы и ухудшению продуктивности рисовых полей. К XIV веку сеть управления водными ресурсами Ангкора страдала от многочисленных проблем, которые не были или не могли быть устранены. Водная система была уже слишком большой и сложной для изменения её конфигурации. Населению ничего не оставалось как безуспешно бороться с многовековыми последствиями ошибок управления водными ресурсами.
Развал системы управления водными ресурсами Ангкора в XIV и XV веках совпал с сильной засухой, которая вызвала социальные потрясения. Продолжительные периоды засухи пришлись на 1350—1370 и 1400—1420 годы. Климатические изменения сопровождались переселением местных элит на новые места проживания. За ними потянулись их работники и со временем водную систему Ангкора уже было невозможно обслуживать из-за нехватки людей. Последний крупный каменный храм в Ангкоре был построен в 1295 году, к тому же году относится последняя каменная надпись на санскрите. Последняя надпись на кхмерском языке датирована 1327 годом. Столица была перенесена на юг империи, а Ангкор начал утрачивать своё политическое и экономическое значение. Городская элита покинула город примерно за столетие до того, как он окончательно обезлюдел. Считается, что распад цивилизации Ангкора произошёл в 1431 году, когда столица была разграблена войсками тайского королевства Аюттхайи.
Исследования в регионе Сиднейского университета показали, что интенсивность землепользования в города постепенно снижалась течение ста лет до исхода из него населения. К концу XIV века каналы и водоёмы были покрыты плавающей водно-болотной растительностью, что говорит о том, что водная инфраструктура города больше не поддерживалась. Археологические данные свидетельствуют о том, что гибель Ангкора носила не единовременный характер под влиянием тайского вторжения или разрушения водной системы, а была постепенной, сопровождавшейся демографическим сдвигом городской элиты. В XV веке город прекратил своё существование.
| Событие                                                                        | Период, годы                     |
| ------------------------------------------------------------------------------ | -------------------------------- |
| Джаяварман II создаёт в Ангкоре государство древних кхмеров                    | 802                              |
| правление Сурьявармана II                                                      | 1113-1150                        |
| возведение Сурьяварманом II Ангкора-Вата                                       | начало или середина 1100-х       |
| строительство системы водных каналов в Ангкоре                                 | 1100-е                           |
| разграбление Ангкора войсками Тямпы после сражения на озере Тонлесап           | 1177                             |
| деградация водной системы Ангкора                                              | начало 1200-х — конец 1300-х     |
| строительство последнего каменного храма Ангкора                               | 1295                             |
| последняя каменная надпись на санскрите в постройках Ангкора                   | 1295                             |
| последняя каменная надпись на кхмерском языке в постройках Ангкора             | 1327                             |
| первая грандиозная засуха в Ангкоре                                            | 1345-74                          |
| снижение численности населения Ангкора и ухудшение обслуживания водной системы | 1300-е                           |
| повторное заселение Ангкора и восстановление части водных каналов              | начало 1400-х −1600-х или 1700-х |
| вторая грандиозная засуха в Ангкоре                                            | 1401-1425                        |
| занятие Ангкора тайским королём Бороморача II                                  | 1431                             |

## Восстановление и сохранение Ангкор-Вата

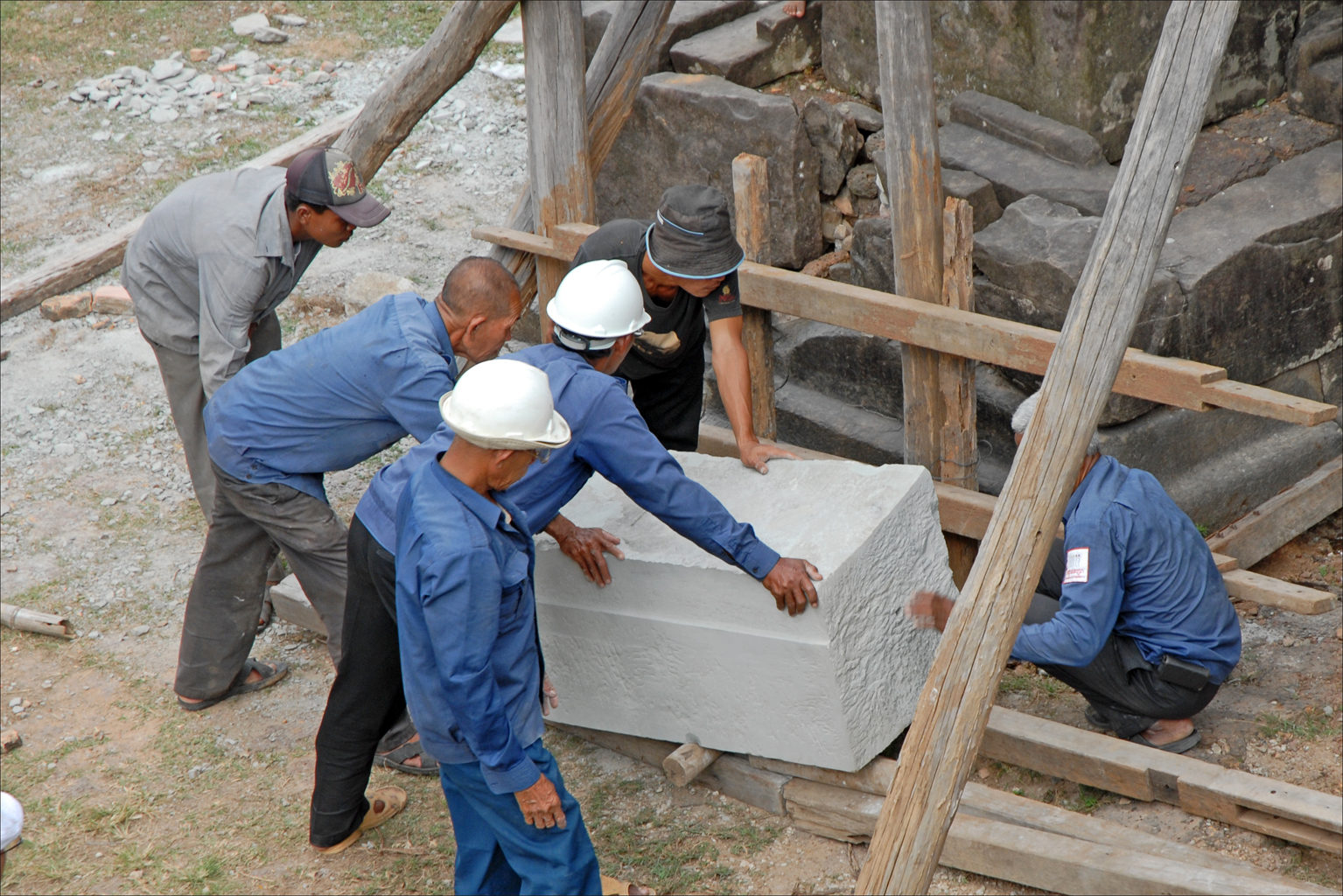
Восстановительные работы в регионе Ангкор: доставка камбоджийскими рабочими каменных блоков без оборудования, 2008 год

Как и другие древние храмы в Камбодже, Ангкор-Ват столкнулся с проблемой постепенного разрушения. Под влиянием природных факторов, таких как тропическая влажность, ветер, солнечный свет, растительность и грибки, каменные материалы постепенно распадаются. Работы над сохранением Ангкор-Вата начались ещё в 1908 году с момента запуска проекта «Conservation d’Angkor» «Французской Школы Дальнего Востока». Школа отвечала за исследования, консервацию и реставрацию вплоть до 1975 года, когда власть перешла к красным кхмерам. С 1986 по 1992 годы реставрационные работы в храме проводились Археологическим управлением Индии, поскольку Франция в то время не признавала камбоджийское правительство. В 1992 году после обращения короля Камбоджи Нородома Сианука Ангкор-Ват был включён в Список всемирного наследия ЮНЕСКО, как находящийся под угрозой (и исключён из него в 2004 году).
Для сохранения памятника в 1993 году правительства Франции и Японии в сотрудничестве с ЮНЕСКО и правительством Камбоджи учредили Международный координационный комитет по Ангкору (ICC-Angkor). Он призван координировать и согласовывать научные и археологические проекты, а также определять технические стандарты и финансовые условия, необходимые для реализации проектов в регионе Ангкор. В 1995 году правительство Камбоджи создало специальное государственное агентство, APSARA Authority, для охраны территории памятника и развития исторического региона Ангкора. В 1996 году вступил в действие Закон о защите камбоджийского наследия.
Не последнюю роль в ухудшении состояния памятника играет человеческий фактор. Если в 1993 году место посетило всего 7,6 тысяч туристов, то в 2012—15 годах их число превысило два миллиона. На Ангкор-Ват приходится каждый второй иностранный турист, прибывающий в Камбоджу. По данным Министерства туризма Камбоджи в 2018 году памятник посетили 2,6 млн человек, а выручка государственной компании Angkor Enterprise, которая отвечает за продажу билетов, составила 116,6 млн долларов США. Основной поток туристов идёт из Китая, за которым следуют Южная Корея и США. По оценкам туристического сервиса TripAdvisor, из 759 достопримечательностей из 68 стран Ангкор-Ват в 2017 году занял по популярности первое место. За ним идут Площадь Испании в Севилье, Мечеть шейха Зайда в Абу-Даби, Собор Святого Петра в Ватикане и другие достопримечательности.
Поток туристов наносит определённый ущерб памятнику и для сохранности власти прибегли к превентивным мерам: протянули в качестве ограждений верёвки и установили деревянные ступени для подъёма. По решению Международного координационного комитета по Ангкору в 2019 году принято решение проложить велосипедную дорожку вокруг археологического парка длинной в 23 км. Европейские туристы арендуют в гостиницах велосипеды, в то время как большинство предпочитает автомобили и мотоциклы. Прокладка велосипедной дорожки должна обеспечить безопасность велосипедистов и снизить пробки на дорогах.
На обслуживание комплекса уходит около трети выручки от продажи билетов. Большая часть работ по сохранению и восстановлению памятника финансируется иностранными правительствами — Францией, Японией, США и другими. В 2001 году камбоджийские власти разработали концепцию «Туристический город Ангкор». Она предполагает улучшение транспортного сообщения с охраняемой территорией и строительство гостиниц для иностранных туристов. Для приёма туристов в Сиемреапе в 2006 году был построен международный аэропорт. Однако реализация крупномасштабного проекта «Туристический город Ангкор» поставила под угрозу системы водоснабжения, канализации и электричества в соседнем городе Сиемреап. Вырубка джунглей, жилищное строительство и прокладка автомагистрали оказали влияние на уровень грунтовых вод, что негативно влияет на устойчивость храма.
По состоянию на 2017 год работы по сохранению Ангкор-Вата велись несколькими международными проектами: японскими «Team for Safeguarding Angkor» и Университета Софии «Angkor International Mission», американского Всемирного фонда памятников, итальянского Ingegneria Geotecnica, немецкого Apsara Conservation Project:
| Команда учёных | Задачи по проекту | Годы      | Бюджет, USD млн. |
| --- | --- | --------- | ---------------- |
| - APSARA National Authority (Камбоджа) - Ingegneria Geotecnica e Strutturale (Италия) - UNESCO/Italy Funds-in-Trust | - восстановление набережной пруда - стабилизация западной надвратной башни - стабилизация западного павильона, - восстановление балюстрады крестообразной террасы (удаление старой части бетона и металлических балок) - укрепление повреждённых колонн - реставрация каменных ступеней пруда | 2001—н.в. | 0,882            |
| Sophia University Angkor International Mission (Япония)                                                             | консервация и восстановление западной дамбы | 1996—2007 | 4,000            |
| German Apsara Conservation Project — GACP (Германия)                                                                | - научная документация барельефов - сохранение барельефов из песчаника, скульптур, лепнины и полихромной отделки - обучение кхмерских специалистов | 1995—н.в. | 6,000            |
| World Monuments Fund — WMF (США)                                                                                    | - восстановление панно «Пахтанье молочного океана» - разборка, консервация и повторная сборка кровельных камней - восстановления дренажной системы в галерее - замена в галерее деревянного потолка - установка оригинальных резных фигурок апсары и их реплик на крыше                       | 1998—2013 | н.д.             |

## Ангкор-Ват в поп-культуре
Популяризации Ангкор-Вата в западной культуре во многом способствовал выход в 2001 году голливудского блокбастера «Лара Крофт: расхитительница гробниц» с Анжелиной Джоли в главной роли. В развлекательном кино он представлен как место ежедневной торговли и буддийский храм, где монахи собираются для проведения ритуалов. В то же время Ангкор-Ват явлен как мистическое духовное место, где главный герой исцеляется и получает духовное прозрение. «Постмодернистские» характеристики Ангкора, стирающие границы между реальным и вымышленным, создали спорную картину Ангкора. Однако в связи с тем, что «Лара Крофт» стала первым популярным фильмом, снятым про Ангкор, начиная с 1964 года, многие в Камбодже приветствовали его выход. Считалось, что он положительно повлияет на туризм и торговлю.
В 2012—14 годах в Японии вышел антиутопический аниме-сериал «Psycho-Pass», где Ангкор-Ват является местом действия некоторых сцен.
Научно-популярные и документальные фильмы об Ангкор-Вате:
| Наименование                                                                                    | Год  | Производство   | Адрес для просмотра |
| ----------------------------------------------------------------------------------------------- | ---- | -------------- | ------------------- |
| The Secret of the Temples of Angkor (Тайна храмов Ангкора)                                      | 1998 | Франция        | Ссылка              |
| Glories of Angkor Wat (Ангкор-Ват: жемчужина Древней Азии)                                      | 1999 | США            | Ссылка              |
| Riddles of the Dead Series: Angkor The Lost City (Тайны призраков: пропавший город Ангкор)      | 2003 | США            | Ссылка              |
| National Geographic. Ancient Megastructures. Angkor Wat (Суперсооружения древности: Ангкор-Ват) | 2007 | США            | Ссылка              |
| Angkor Wat: Mysterious Smile of Buddha (Ангкор Ват: таинственная улыбка Будды)                  | 2009 | Тайвань        | Ссылка              |
| Land of the Gods (Ангкор — Земля Богов: расцвет империи (первая серия))                         | 2012 | Южная Корея    | Ссылка              |
| Land of the Gods (Ангкор — Земля Богов: трон империи (вторая серия))                            | 2012 | Южная Корея    | Ссылка              |
| Jungle Atlantis (Атлантида в джунглях: Ангкор Ват — сокрытый мегаполис (первая серия))          | 2014 | Великобритания | Ссылка              |
| Jungle Atlantis (Атлантида в джунглях: Ангкор Ват — гибель супергорода (вторая серия))          | 2014 | Великобритания | Ссылка              |

Кроме того, Ангкор-Ват фигурирует в многочисленных компьютерных играх:
| Игра                                | Год        | Роль Ангкора                                            |
| ----------------------------------- | ---------- | ------------------------------------------------------- |
| Tomb Raider IV: The Last Revelation | 1999       | первая локация игры, тренировочный уровень              |
| Rise of Nations                     | 2003       | одно из чудес света, доступное для постройки            |
| Sid Meier’s Civilization            | 2005, 2010 | специальная постройка из числа чудес света              |
| Diamond Rush                        | 2006       | первая из трёх локаций игры                             |
| Atlantica Online                    | 2008       | одна из игровых локаций                                 |
| Point Blank                         | 2008       | карта в режиме общего матча                             |
| Dark Souls                          | 2011       | внешний вид одной из локаций — поселения Забытый Изалит |
| Painkiller: Recurring Evil          | 2012       | карта финального уровня                                 |

Именем Ангкора названо пиво, производящееся в прибрежном городе Сиануквиле (Камбоджа) с 1992 года. Его этикетка содержит изображение трёх башен Ангкор-Вата и маркетинговый слоган: «Моя страна, моё пиво».